# Collegio elettorale degli Stati Uniti d'America

Mappa dei voti elettorali per Stato valida per le elezioni del 2024 e del 2028

Il collegio elettorale degli Stati Uniti d'America (in inglese: United States Electoral College) è un insieme di elettori, stabilito dalla Costituzione statunitense, che ha il compito ogni quattro anni di eleggere il presidente e il vicepresidente degli Stati Uniti d'America. Il Collegio elettorale è composto da 538 elettori e vota le due cariche a maggioranza assoluta (quindi, almeno 270 voti). Secondo quanto prevede la Costituzione all'art. 2, ogni assemblea legislativa statale è libera di decidere le modalità con cui vengono selezionati questi elettori in ogni Stato.
Il numero degli elettori del Collegio elettorale è pari al numero totale dei seggi presenti al Congresso (attualmente 100 senatori e 435 rappresentanti). A questi 535 elettori, secondo quanto previsto dal XXIII emendamento (ratificato nel 1961) si aggiungono gli elettori eletti dal Distretto di Columbia, che sono in numero pari al numero di elettori previsto dallo Stato meno popoloso dell'Unione, attualmente tre. I "territori" aggregati agli Stati Uniti sono esclusi dalla procedura, non avendo diritto di eleggere propri elettori per il Collegio elettorale.

## Funzionamento
Dopo che si sono tenute le elezioni "popolari", che si tengono ogni primo martedì successivo al primo lunedì di novembre dell'anno elettorale, ogni Stato procede al conteggio dei propri "voti popolari" per convertirli in elettori del Collegio elettorale, dove ogni Stato segue le proprie leggi di attribuzione. Quasi tutti gli Stati distribuiscono tutti gli elettori a disposizione per il proprio Stato al candidato che ha vinto le elezioni popolari nel proprio Stato, con l'eccezione di due Stati (Maine e Nebraska) che invece applicano anche una sorta di "rappresentanza proporzionale". Solitamente gli elettori selezionati da uno Stato sono obbligati a votare per il candidato vincitore in quello Stato, anche se attualmente esiste un dibattito su dove poggi questa restrizione.
Gli elettori selezionati si riuniscono dunque nella capitale di ogni singolo Stato il primo lunedì successivo al secondo mercoledì del mese di dicembre elettorale, allo scopo di realizzare le operazioni di voto. Avvenute le operazioni di voto in ogni Stato, i conteggi vengono realizzati dal Congresso riunito in sessione congiunta presieduta dal vicepresidente ancora in carica (nelle sue funzioni di presidente del Senato). Se non si realizza una maggioranza assoluta su un candidato, è la Camera dei rappresentanti ad assumere le funzioni di organo elettore del presidente e del vicepresidente: in questo caso ogni gruppo di rappresentanti che esprime uno Stato conta un voto (con l'esclusione del Distretto di Columbia). Il presidente e il vicepresidente iniziano ufficialmente il loro mandato il 20 gennaio.
Solitamente il voto del Collegio elettorale esprime la maggioranza che si è realizzata nel voto popolare; tuttavia vi sono stati casi in cui ciò non è avvenuto, come nel caso delle elezioni presidenziali del 2016, quando ci sono stati sette grandi elettori "infedeli".
Il sistema che prevede il Collegio elettorale è da lungo tempo oggetto di un forte dibattito. I sostenitori di questo sistema ritengono che ciò sia rispondente ed essenziale al federalismo americano, dato che ciò costringe i candidati a concentrarsi non solo sulle grandi città e aumentando l'influenza degli Stati più piccoli, oltre che preservare il sistema bipartitico statunitense e dare una maggiore legittimità al suo risultato rispetto a delle normali elezioni popolari. I contrari a questo sistema sostengono invece che esso possa dare vita a differenze di risultato tra voto popolare e voto del Collegio elettorale (come il già citato caso delle elezioni del 2016) e che convinca i candidati a concentrare le proprie campagne elettorali su alcuni "swing states" (ovvero Stati-chiave per ottenere la vittoria), oltre che dare un peso troppo elevato a Stati poco popolati (come il Wyoming) che risultano avere un peso quattro volte superiore rispetto a quelli più popolosi (come la California).

## Descrizione
Secondo la procedura attuale, ogni quattro anni, vengono scelti 538 grandi elettori (electors, in inglese) su base statale, numero che deve essere pari al numero complessivo di membri del Congresso degli Stati Uniti che quello stesso Stato elegge. Poiché a ogni Stato è concesso un numero di membri della Camera dei rappresentanti diverso e in proporzione alla propria popolazione - ma comunque almeno uno - e un numero fisso di due senatori, il numero di grandi elettori varia da Stato a Stato, ma non è mai inferiore a tre. Tre sono anche i grandi elettori che hanno diritto di eleggere gli elettori del distretto federale di Washington che, paradossalmente, fino all'approvazione del XXIII emendamento, non appartenendo ad alcuno Stato erano esclusi da ogni procedura elettorale. Il numero dei grandi elettori è cambiato diverse volte nel corso della storia: 81 nel 1788, circa 300 già a metà Ottocento, più di 400 sul finire dello stesso secolo, stabilizzato su 531 dal 1912 al 1956, fino a essere costantemente pari a 538 dal 1964.
L'elezione dei delegati avviene il martedì successivo al primo lunedì di novembre nel cosiddetto Election Day. Ogni Stato è libero di determinare i criteri del sistema elettorale, purché diretto, con cui eleggere i propri grandi elettori. Tutti i cinquanta Stati, e il Distretto di Columbia, adottano il sistema maggioritario, anche se in modo differente. Quarantotto Stati e il Distretto di Columbia optano infatti per la variante del cosiddetto winner-takes-all, per cui viene eletta in blocco la lista di grandi elettori, fra quelle presentate dai singoli candidati alla presidenza per quello Stato, che ottiene il maggior numero di voti (e almeno un voto in più rispetto alla seconda lista di grandi elettori); solo il Nebraska e il Maine adottano una variante diversa, basata sul cosiddetto congressional district method, che consente di scegliere un grande elettore diverso per ogni distretto congressuale cui ha diritto lo Stato, mentre gli ultimi due grandi elettori (cui ha diritto lo Stato in virtù della rappresentanza senatoriale) vanno al candidato che ha vinto il voto popolare a livello statale.
I delegati votano a scrutinio segreto e senza vincolo di mandato elettorale. Legalmente non sono tenuti a rispettare le indicazioni di voto della lista con la quale vengono eletti. Un controllo indiretto sul loro operato deriva dal fatto che l'elezione, sebbene sia a scrutinio segreto, si svolge nella capitale dei singoli Stati.
Il criterio che ha fissato la data dell'Election Day, così elaborato nella sua definizione, "il martedì successivo al primo lunedì di novembre", è spiegabile con ragioni storiche. Fu cura dei padri fondatori della federazione garantire la massima partecipazione politica degli elettori della nuova Unione. Questi erano per la maggior parte proprietari terrieri — essendo l'accesso al voto anche legato al censo — i quali non potevano dedicarsi che in tardo autunno alla vita politica, dato il calendario dei lavori agricoli e la scarsa percorribilità delle vie di comunicazione in inverno. La Costituzione degli Stati Uniti rimanda a una legge federale la determinazione di una data precisa e questa è stata fissata nel 1845 nei primi giorni di novembre cioè in un periodo in cui si presumono compiute le attività di raccolto e in genere legate all'agricoltura, ma in cui le condizioni meteorologiche sono ancora accettabili. La scelta di non votare di domenica è invece dovuta alla volontà di non interferire con le pratiche religiose del riposo festivo, molto sentite in un ambiente puritano. Di domenica era inoltre da escludere che gli elettori si mettessero in viaggio per raggiungere i centri urbani sede di seggio; al viaggio a cavallo era quindi dedicato il giorno di lunedì, e il martedì successivo i cittadini avrebbero potuto compiere la loro scelta. Benché ora tali ragioni non siano più valide, non si è mai considerato necessario modificare la data dell'Election Day.
Il motivo, invece, del perché non si voti "il primo martedì di novembre", bensì "il martedì dopo il primo lunedì di novembre" si deve ricercare nella festività di Tutti i Santi, giorno festivo, nel quale si è pensato di evitare di fissare, come per la domenica, l'afflusso ai seggi dei cittadini americani. Forse ha influito anche la vigilia, corrispondente alla festa di Halloween, dedicata a scherzi, mascheramenti e vivacità nelle strade. Le date possibili vanno dal 2 all'8 novembre.
I grandi elettori così designati si riuniscono quindi ciascuno nella capitale dei rispettivi Stati — non quindi in un unico grande collegio — il lunedì dopo il secondo mercoledì di dicembre e procedono alla elezione del Presidente e del Vice Presidente, o meglio esprimono i propri voti per uno dei ticket candidati alla presidenza degli Stati Uniti. Conclusa tale procedura della riunione viene redatto un puntuale verbale che viene inviato a Washington.
Il 6 gennaio il Congresso degli Stati Uniti procede all'apertura delle buste e al conteggio dei voti che ciascun grande elettore ha espresso. I candidati che raggiungono la maggioranza assoluta dei voti elettorali sono eletti alla carica di Presidente e Vice Presidente.
Il fatto che il candidato vincente sia già noto al termine dell'election Day è dovuto al fatto che le liste di candidati a grande elettore nei singoli Stati della federazione sono esplicitamente collegate ai candidati alla presidenza e vice presidenza. Ogni elettore cioè voterà per una lista che è espressione di un candidato del suo partito, e la vittoria di quella lista garantirà che i grandi elettori siano espressione del partito e ne voteranno i candidati alla presidenza e vice presidenza. Salvo in alcune rare eccezioni, non si è mai verificata l'eventualità che un eletto in una lista di grandi elettori si sia poi rifiutato di votarne il candidato o addirittura abbia preferito l'avversario. Sebbene nella Costituzione non siano presenti obblighi per cui un grande elettore debba votare il candidato che rappresenta, in 26 Stati e nel Distretto di Columbia ci sono leggi statali che prevedono sanzioni amministrative o penali per l'elettore che non rispetta il proprio mandato (in Carolina del Sud, Carolina del Nord e Michigan è previsto l'annullamento del voto e la sostituzione del grande elettore); nei restanti 24 Stati non ci sono leggi che obbligano il grande elettore.

## Tabella cronologica di grandi elettori per ogni Stato
| Elezione             | 1788-1800 | 1788-1800 | 1788-1800 | 1804-1900 | 1804-1900 | 1804-1900 | 1804-1900 | 1804-1900 | 1804-1900 | 1804-1900 | 1804-1900 | 1804-1900 | 1804-1900 | 1804-1900 | 1804-1900 | 1804-1900 | 1804-1900 | 1804-1900 | 1804-1900 | 1804-1900 | 1804-1900 | 1904-2000 | 1904-2000 | 1904-2000                | 1904-2000      | 1904-2000 | 1904-2000 | 1904-2000 | 1904-2000 | 1904-2000      | 1904-2000 | 1904-2000      | 2004-2028 | 2004-2028      | 2004-2028 |
| Elezione             | 1788-89   | 1792      | 1796 1800 | 1804 1808 | 1812      | 1816      | 1820      | 1824 1828 | 1832      | 1836 1840 | 1844      | 1848      | 1852 1856 | 1860      | 1864      | 1868      | 1872      | 1876 1880 | 1884 1888 | 1892      | 1896 1900 | 1904      | 1908      | 1912 1916 1920 1924 1928 | 1932 1936 1940 | 1944 1948 | 1952 1956 | 1960      | 1964 1968 | 1972 1976 1980 | 1984 1988 | 1992 1996 2000 | 2004 2008 | 2012 2016 2020 | 2024 2028 |
| Totale               | 81        | 135       | 138       | 176       | 218       | 221       | 235       | 261       | 288       | 294       | 275       | 290       | 296       | 303       | 251       | 294       | 366       | 369       | 401       | 444       | 447       | 476       | 483       | 531                      | 531            | 531       | 531       | 537       | 538       | 538            | 538       | 538            | 538       | 538            | 538       |
| Stato                |           |           |           |           |           |           |           |           |           |           |           |           |           |           |           |           |           |           |           |           |           |           |           |                          |                |           |           |           |           |                |           |                |           |                |           |
| -------------------- | --------- | --------- | --------- | --------- | --------- | --------- | --------- | --------- | --------- | --------- | --------- | --------- | --------- | --------- | --------- | --------- | --------- | --------- | --------- | --------- | --------- | --------- | --------- | ------------------------ | -------------- | --------- | --------- | --------- | --------- | -------------- | --------- | -------------- | --------- | -------------- | --------- |
| Alabama              | N.D.      | N.D.      | N.D.      | N.D.      | N.D.      | N.D.      | 3         | 5         | 7         | 7         | 9         | 9         | 9         | 9         | N.D.      | 8         | 10        | 10        | 10        | 11        | 11        | 11        | 11        | 12                       | 11             | 11        | 11        | 11        | 10        | 9              | 9         | 9              | 9         | 9              | 9         |
| Alaska               | N.D.      | N.D.      | N.D.      | N.D.      | N.D.      | N.D.      | N.D.      | N.D.      | N.D.      | N.D.      | N.D.      | N.D.      | N.D.      | N.D.      | N.D.      | N.D.      | N.D.      | N.D.      | N.D.      | N.D.      | N.D.      | N.D.      | N.D.      | N.D.                     | N.D.           | N.D.      | N.D.      | 3         | 3         | 3              | 3         | 3              | 3         | 3              | 3         |
| Arizona              | N.D.      | N.D.      | N.D.      | N.D.      | N.D.      | N.D.      | N.D.      | N.D.      | N.D.      | N.D.      | N.D.      | N.D.      | N.D.      | N.D.      | N.D.      | N.D.      | N.D.      | N.D.      | N.D.      | N.D.      | N.D.      | N.D.      | N.D.      | 3                        | 3              | 4         | 4         | 4         | 5         | 6              | 7         | 8              | 10        | 11             | 11        |
| Arkansas             | N.D.      | N.D.      | N.D.      | N.D.      | N.D.      | N.D.      | N.D.      | N.D.      | N.D.      | 3         | 3         | 3         | 4         | 4         | N.D.      | 5         | 6         | 6         | 7         | 8         | 8         | 9         | 9         | 9                        | 9              | 9         | 8         | 8         | 6         | 6              | 6         | 6              | 6         | 6              | 6         |
| California           | N.D.      | N.D.      | N.D.      | N.D.      | N.D.      | N.D.      | N.D.      | N.D.      | N.D.      | N.D.      | N.D.      | N.D.      | 4         | 4         | 5         | 5         | 6         | 6         | 8         | 9         | 9         | 10        | 10        | 13                       | 22             | 25        | 32        | 32        | 40        | 45             | 47        | 54             | 55        | 55             | 54        |
| Colorado             | N.D.      | N.D.      | N.D.      | N.D.      | N.D.      | N.D.      | N.D.      | N.D.      | N.D.      | N.D.      | N.D.      | N.D.      | N.D.      | N.D.      | N.D.      | N.D.      | N.D.      | 3         | 3         | 4         | 4         | 5         | 5         | 6                        | 6              | 6         | 6         | 6         | 6         | 7              | 8         | 8              | 9         | 9              | 10        |
| Connecticut          | 7         | 9         | 9         | 9         | 9         | 9         | 9         | 8         | 8         | 8         | 6         | 6         | 6         | 6         | 6         | 6         | 6         | 6         | 6         | 6         | 6         | 7         | 7         | 7                        | 8              | 8         | 8         | 8         | 8         | 8              | 8         | 8              | 7         | 7              | 7         |
| D.C.                 | N.D.      | N.D.      | N.D.      | N.D.      | N.D.      | N.D.      | N.D.      | N.D.      | N.D.      | N.D.      | N.D.      | N.D.      | N.D.      | N.D.      | N.D.      | N.D.      | N.D.      | N.D.      | N.D.      | N.D.      | N.D.      | N.D.      | N.D.      | N.D.                     | N.D.           | N.D.      | N.D.      | N.D.      | 3         | 3              | 3         | 3              | 3         | 3              | 3         |
| Delaware             | 3         | 3         | 3         | 3         | 4         | 4         | 4         | 3         | 3         | 3         | 3         | 3         | 3         | 3         | 3         | 3         | 3         | 3         | 3         | 3         | 3         | 3         | 3         | 3                        | 3              | 3         | 3         | 3         | 3         | 3              | 3         | 3              | 3         | 3              | 3         |
| Florida              | N.D.      | N.D.      | N.D.      | N.D.      | N.D.      | N.D.      | N.D.      | N.D.      | N.D.      | N.D.      | N.D.      | 3         | 3         | 3         | N.D.      | 3         | 4         | 4         | 4         | 4         | 4         | 5         | 5         | 6                        | 7              | 8         | 10        | 10        | 14        | 17             | 21        | 25             | 27        | 29             | 30        |
| Georgia              | 5         | 4         | 4         | 6         | 8         | 8         | 8         | 9         | 11        | 11        | 10        | 10        | 10        | 10        | N.D.      | 9         | 11        | 11        | 12        | 13        | 13        | 13        | 13        | 14                       | 12             | 12        | 12        | 12        | 12        | 12             | 12        | 13             | 15        | 16             | 16        |
| Hawaii               | N.D.      | N.D.      | N.D.      | N.D.      | N.D.      | N.D.      | N.D.      | N.D.      | N.D.      | N.D.      | N.D.      | N.D.      | N.D.      | N.D.      | N.D.      | N.D.      | N.D.      | N.D.      | N.D.      | N.D.      | N.D.      | N.D.      | N.D.      | N.D.                     | N.D.           | N.D.      | N.D.      | 3         | 4         | 4              | 4         | 4              | 4         | 4              | 4         |
| Idaho                | N.D.      | N.D.      | N.D.      | N.D.      | N.D.      | N.D.      | N.D.      | N.D.      | N.D.      | N.D.      | N.D.      | N.D.      | N.D.      | N.D.      | N.D.      | N.D.      | N.D.      | N.D.      | N.D.      | 3         | 3         | 3         | 3         | 4                        | 4              | 4         | 4         | 4         | 4         | 4              | 4         | 4              | 4         | 4              | 4         |
| Illinois             | N.D.      | N.D.      | N.D.      | N.D.      | N.D.      | N.D.      | 3         | 3         | 5         | 5         | 9         | 9         | 11        | 11        | 16        | 16        | 21        | 21        | 22        | 24        | 24        | 27        | 27        | 29                       | 29             | 28        | 27        | 27        | 26        | 26             | 24        | 22             | 21        | 20             | 19        |
| Indiana              | N.D.      | N.D.      | N.D.      | N.D.      | N.D.      | 3         | 3         | 5         | 9         | 9         | 12        | 12        | 13        | 13        | 13        | 13        | 15        | 15        | 15        | 15        | 15        | 15        | 15        | 15                       | 14             | 13        | 13        | 13        | 13        | 13             | 12        | 12             | 11        | 11             | 11        |
| Iowa                 | N.D.      | N.D.      | N.D.      | N.D.      | N.D.      | N.D.      | N.D.      | N.D.      | N.D.      | N.D.      | N.D.      | 4         | 4         | 4         | 8         | 8         | 11        | 11        | 13        | 13        | 13        | 13        | 13        | 13                       | 11             | 10        | 10        | 10        | 9         | 8              | 8         | 7              | 7         | 6              | 6         |
| Kansas               | N.D.      | N.D.      | N.D.      | N.D.      | N.D.      | N.D.      | N.D.      | N.D.      | N.D.      | N.D.      | N.D.      | N.D.      | N.D.      | N.D.      | 3         | 3         | 5         | 5         | 9         | 10        | 10        | 10        | 10        | 10                       | 9              | 8         | 8         | 8         | 7         | 7              | 7         | 6              | 6         | 6              | 6         |
| Kentucky             | N.D.      | 4         | 4         | 8         | 12        | 12        | 12        | 14        | 15        | 15        | 12        | 12        | 12        | 12        | 11        | 11        | 12        | 12        | 13        | 13        | 13        | 13        | 13        | 13                       | 11             | 11        | 10        | 10        | 9         | 9              | 9         | 8              | 8         | 8              | 8         |
| Louisiana            | N.D.      | N.D.      | N.D.      | N.D.      | 3         | 3         | 3         | 5         | 5         | 5         | 6         | 6         | 6         | 6         | 7         | 7         | 8         | 8         | 8         | 8         | 8         | 9         | 9         | 10                       | 10             | 10        | 10        | 10        | 10        | 10             | 10        | 9              | 9         | 8              | 8         |
| Maine                | N.D.      | N.D.      | N.D.      | N.D.      | N.D.      | N.D.      | 9         | 9         | 10        | 10        | 9         | 9         | 8         | 8         | 7         | 7         | 7         | 7         | 6         | 6         | 6         | 6         | 6         | 6                        | 5              | 5         | 5         | 5         | 4         | 4              | 4         | 4              | 4         | 4              | 4         |
| Maryland             | 8         | 10        | 10        | 11        | 11        | 11        | 11        | 11        | 10        | 10        | 8         | 8         | 8         | 8         | 7         | 7         | 8         | 8         | 8         | 8         | 8         | 8         | 8         | 8                        | 8              | 8         | 9         | 9         | 10        | 10             | 10        | 10             | 10        | 10             | 10        |
| Massachusetts        | 10        | 16        | 16        | 19        | 22        | 22        | 15        | 15        | 14        | 14        | 12        | 12        | 13        | 13        | 12        | 12        | 13        | 13        | 14        | 15        | 15        | 16        | 16        | 18                       | 17             | 16        | 16        | 16        | 14        | 14             | 13        | 12             | 12        | 11             | 11        |
| Michigan             | N.D.      | N.D.      | N.D.      | N.D.      | N.D.      | N.D.      | N.D.      | N.D.      | N.D.      | 3         | 5         | 5         | 6         | 6         | 8         | 8         | 11        | 11        | 13        | 14        | 14        | 14        | 14        | 15                       | 19             | 19        | 20        | 20        | 21        | 21             | 20        | 18             | 17        | 16             | 15        |
| Minnesota            | N.D.      | N.D.      | N.D.      | N.D.      | N.D.      | N.D.      | N.D.      | N.D.      | N.D.      | N.D.      | N.D.      | N.D.      | N.D.      | 4         | 4         | 4         | 5         | 5         | 7         | 9         | 9         | 11        | 11        | 12                       | 11             | 11        | 11        | 11        | 10        | 10             | 10        | 10             | 10        | 10             | 10        |
| Mississippi          | N.D.      | N.D.      | N.D.      | N.D.      | N.D.      | N.D.      | 3         | 3         | 4         | 4         | 6         | 6         | 7         | 7         | N.D.      | N.D.      | 8         | 8         | 9         | 9         | 9         | 10        | 10        | 10                       | 9              | 9         | 8         | 8         | 7         | 7              | 7         | 7              | 6         | 6              | 6         |
| Missouri             | N.D.      | N.D.      | N.D.      | N.D.      | N.D.      | N.D.      | 3         | 3         | 4         | 4         | 7         | 7         | 9         | 9         | 11        | 11        | 15        | 15        | 16        | 17        | 17        | 18        | 18        | 18                       | 15             | 15        | 13        | 13        | 12        | 12             | 11        | 11             | 11        | 10             | 10        |
| Montana              | N.D.      | N.D.      | N.D.      | N.D.      | N.D.      | N.D.      | N.D.      | N.D.      | N.D.      | N.D.      | N.D.      | N.D.      | N.D.      | N.D.      | N.D.      | N.D.      | N.D.      | N.D.      | N.D.      | 3         | 3         | 3         | 3         | 4                        | 4              | 4         | 4         | 4         | 4         | 4              | 4         | 3              | 3         | 3              | 4         |
| Nebraska             | N.D.      | N.D.      | N.D.      | N.D.      | N.D.      | N.D.      | N.D.      | N.D.      | N.D.      | N.D.      | N.D.      | N.D.      | N.D.      | N.D.      | N.D.      | 3         | 3         | 3         | 5         | 8         | 8         | 8         | 8         | 8                        | 7              | 6         | 6         | 6         | 5         | 5              | 5         | 5              | 5         | 5              | 5         |
| Nevada               | N.D.      | N.D.      | N.D.      | N.D.      | N.D.      | N.D.      | N.D.      | N.D.      | N.D.      | N.D.      | N.D.      | N.D.      | N.D.      | N.D.      | 3         | 3         | 3         | 3         | 3         | 3         | 3         | 3         | 3         | 3                        | 3              | 3         | 3         | 3         | 3         | 3              | 4         | 4              | 5         | 6              | 6         |
| New Hampshire        | 5         | 6         | 6         | 7         | 8         | 8         | 8         | 8         | 7         | 7         | 6         | 6         | 5         | 5         | 5         | 5         | 5         | 5         | 4         | 4         | 4         | 4         | 4         | 4                        | 4              | 4         | 4         | 4         | 4         | 4              | 4         | 4              | 4         | 4              | 4         |
| New Jersey           | 6         | 7         | 7         | 8         | 8         | 8         | 8         | 8         | 8         | 8         | 7         | 7         | 7         | 7         | 7         | 7         | 9         | 9         | 9         | 10        | 10        | 12        | 12        | 14                       | 16             | 16        | 16        | 16        | 17        | 17             | 16        | 15             | 15        | 14             | 14        |
| New York             | 8         | 12        | 12        | 19        | 29        | 29        | 29        | 36        | 42        | 42        | 36        | 36        | 35        | 35        | 33        | 33        | 35        | 35        | 36        | 36        | 36        | 39        | 39        | 45                       | 47             | 47        | 45        | 45        | 43        | 41             | 36        | 33             | 31        | 29             | 28        |
| Nord Carolina        | N.D.      | 12        | 12        | 14        | 15        | 15        | 15        | 15        | 15        | 15        | 11        | 11        | 10        | 10        | N.D.      | 9         | 10        | 10        | 11        | 11        | 11        | 12        | 12        | 12                       | 13             | 14        | 14        | 14        | 13        | 13             | 13        | 14             | 15        | 15             | 16        |
| Nord Dakota          | N.D.      | N.D.      | N.D.      | N.D.      | N.D.      | N.D.      | N.D.      | N.D.      | N.D.      | N.D.      | N.D.      | N.D.      | N.D.      | N.D.      | N.D.      | N.D.      | N.D.      | N.D.      | N.D.      | 3         | 3         | 4         | 4         | 5                        | 4              | 4         | 4         | 4         | 4         | 3              | 3         | 3              | 3         | 3              | 3         |
| Nuovo Messico        | N.D.      | N.D.      | N.D.      | N.D.      | N.D.      | N.D.      | N.D.      | N.D.      | N.D.      | N.D.      | N.D.      | N.D.      | N.D.      | N.D.      | N.D.      | N.D.      | N.D.      | N.D.      | N.D.      | N.D.      | N.D.      | N.D.      | N.D.      | 3                        | 3              | 4         | 4         | 4         | 4         | 4              | 5         | 5              | 5         | 5              | 5         |
| Ohio                 | N.D.      | N.D.      | N.D.      | 3         | 8         | 8         | 8         | 16        | 21        | 21        | 23        | 23        | 23        | 23        | 21        | 21        | 22        | 22        | 23        | 23        | 23        | 23        | 23        | 24                       | 26             | 25        | 25        | 25        | 26        | 25             | 23        | 21             | 20        | 18             | 17        |
| Oklahoma             | N.D.      | N.D.      | N.D.      | N.D.      | N.D.      | N.D.      | N.D.      | N.D.      | N.D.      | N.D.      | N.D.      | N.D.      | N.D.      | N.D.      | N.D.      | N.D.      | N.D.      | N.D.      | N.D.      | N.D.      | N.D.      | N.D.      | 7         | 10                       | 11             | 10        | 8         | 8         | 8         | 8              | 8         | 8              | 7         | 7              | 7         |
| Oregon               | N.D.      | N.D.      | N.D.      | N.D.      | N.D.      | N.D.      | N.D.      | N.D.      | N.D.      | N.D.      | N.D.      | N.D.      | N.D.      | 3         | 3         | 3         | 3         | 3         | 3         | 4         | 4         | 4         | 4         | 5                        | 5              | 6         | 6         | 6         | 6         | 6              | 7         | 7              | 7         | 7              | 8         |
| Pennsylvania         | 10        | 15        | 15        | 20        | 25        | 25        | 25        | 28        | 30        | 30        | 26        | 26        | 27        | 27        | 26        | 26        | 29        | 29        | 30        | 32        | 32        | 34        | 34        | 38                       | 36             | 35        | 32        | 32        | 29        | 27             | 25        | 23             | 21        | 20             | 19        |
| Rhode Island         | N.D.      | 4         | 4         | 4         | 4         | 4         | 4         | 4         | 4         | 4         | 4         | 4         | 4         | 4         | 4         | 4         | 4         | 4         | 4         | 4         | 4         | 4         | 4         | 5                        | 4              | 4         | 4         | 4         | 4         | 4              | 4         | 4              | 4         | 4              | 4         |
| Sud Carolina         | 7         | 8         | 8         | 10        | 11        | 11        | 11        | 11        | 11        | 11        | 9         | 9         | 8         | 8         | N.D.      | 6         | 7         | 7         | 9         | 9         | 9         | 9         | 9         | 9                        | 8              | 8         | 8         | 8         | 8         | 8              | 8         | 8              | 8         | 9              | 9         |
| Sud Dakota           | N.D.      | N.D.      | N.D.      | N.D.      | N.D.      | N.D.      | N.D.      | N.D.      | N.D.      | N.D.      | N.D.      | N.D.      | N.D.      | N.D.      | N.D.      | N.D.      | N.D.      | N.D.      | N.D.      | 4         | 4         | 4         | 4         | 5                        | 4              | 4         | 4         | 4         | 4         | 4              | 3         | 3              | 3         | 3              | 3         |
| Tennessee            | N.D.      | N.D.      | 3         | 5         | 8         | 8         | 8         | 11        | 15        | 15        | 13        | 13        | 12        | 12        | 10        | 10        | 12        | 12        | 12        | 12        | 12        | 12        | 12        | 12                       | 11             | 12        | 11        | 11        | 11        | 10             | 11        | 11             | 11        | 11             | 11        |
| Texas                | N.D.      | N.D.      | N.D.      | N.D.      | N.D.      | N.D.      | N.D.      | N.D.      | N.D.      | N.D.      | N.D.      | 4         | 4         | 4         | N.D.      | N.D.      | 8         | 8         | 13        | 15        | 15        | 18        | 18        | 20                       | 23             | 23        | 24        | 24        | 25        | 26             | 29        | 32             | 34        | 38             | 40        |
| Utah                 | N.D.      | N.D.      | N.D.      | N.D.      | N.D.      | N.D.      | N.D.      | N.D.      | N.D.      | N.D.      | N.D.      | N.D.      | N.D.      | N.D.      | N.D.      | N.D.      | N.D.      | N.D.      | N.D.      | N.D.      | 3         | 3         | 3         | 4                        | 4              | 4         | 4         | 4         | 4         | 4              | 5         | 5              | 5         | 6              | 6         |
| Vermont              | N.D.      | 4         | 4         | 6         | 8         | 8         | 8         | 7         | 7         | 7         | 6         | 6         | 5         | 5         | 5         | 5         | 5         | 5         | 4         | 4         | 4         | 4         | 4         | 4                        | 3              | 3         | 3         | 3         | 3         | 3              | 3         | 3              | 3         | 3              | 3         |
| Virginia             | 12        | 21        | 21        | 24        | 25        | 25        | 25        | 24        | 23        | 23        | 17        | 17        | 15        | 15        | N.D.      | N.D.      | 11        | 11        | 12        | 12        | 12        | 12        | 12        | 12                       | 11             | 11        | 12        | 12        | 12        | 12             | 12        | 13             | 13        | 13             | 13        |
| Virginia Occidentale | N.D.      | N.D.      | N.D.      | N.D.      | N.D.      | N.D.      | N.D.      | N.D.      | N.D.      | N.D.      | N.D.      | N.D.      | N.D.      | N.D.      | 5         | 5         | 5         | 5         | 6         | 6         | 6         | 7         | 7         | 8                        | 8              | 8         | 8         | 8         | 7         | 6              | 6         | 5              | 5         | 5              | 4         |
| Washington           | N.D.      | N.D.      | N.D.      | N.D.      | N.D.      | N.D.      | N.D.      | N.D.      | N.D.      | N.D.      | N.D.      | N.D.      | N.D.      | N.D.      | N.D.      | N.D.      | N.D.      | N.D.      | N.D.      | 4         | 4         | 5         | 5         | 7                        | 8              | 8         | 9         | 9         | 9         | 9              | 10        | 11             | 11        | 12             | 12        |
| Wisconsin            | N.D.      | N.D.      | N.D.      | N.D.      | N.D.      | N.D.      | N.D.      | N.D.      | N.D.      | N.D.      | N.D.      | 4         | 5         | 5         | 8         | 8         | 10        | 10        | 11        | 12        | 12        | 13        | 13        | 13                       | 12             | 12        | 12        | 12        | 12        | 11             | 11        | 11             | 10        | 10             | 10        |
| Wyoming              | N.D.      | N.D.      | N.D.      | N.D.      | N.D.      | N.D.      | N.D.      | N.D.      | N.D.      | N.D.      | N.D.      | N.D.      | N.D.      | N.D.      | N.D.      | N.D.      | N.D.      | N.D.      | N.D.      | 3         | 3         | 3         | 3         | 3                        | 3              | 3         | 3         | 3         | 3         | 3              | 3         | 3              | 3         | 3              | 3         |
| Totale               | 81        | 135       | 138       | 176       | 218       | 221       | 235       | 261       | 288       | 294       | 275       | 290       | 296       | 303       | 251       | 294       | 366       | 369       | 401       | 444       | 447       | 476       | 483       | 531                      | 531            | 531       | 531       | 537       | 538       | 538            | 538       | 538            | 538       | 538            | 538       |

## Voti per Stato

### Dal 1788-1789 al 1896
|                       | Anno              | Anno              | Anno              | Anno              | Anno                | Anno                | Anno               | Anno              | Anno              | Anno                    |
| Stato                 | 1788-89           | 1792              | 1796              | 1800              | 1804                | 1808                | 1812               | 1816              | 1820              | 1824                    |
| --------------------- | ----------------- | ----------------- | ----------------- | ----------------- | ------------------- | ------------------- | ------------------ | ----------------- | ----------------- | ----------------------- |
| Alabama               | N.D.              | N.D.              | N.D.              | N.D.              | N.D.                | N.D.                | N.D.               | N.D.              | James Monroe      | Andrew Jackson          |
| Alaska                | N.D.              | N.D.              | N.D.              | N.D.              | N.D.                | N.D.                | N.D.               | N.D.              | N.D.              | N.D.                    |
| Arizona               | N.D.              | N.D.              | N.D.              | N.D.              | N.D.                | N.D.                | N.D.               | N.D.              | N.D.              | N.D.                    |
| Arkansas              | N.D.              | N.D.              | N.D.              | N.D.              | N.D.                | N.D.                | N.D.               | N.D.              | N.D.              | N.D.                    |
| California            | N.D.              | N.D.              | N.D.              | N.D.              | N.D.                | N.D.                | N.D.               | N.D.              | N.D.              | N.D.                    |
| Carolina del Nord     | N.D.              | George Washington | Thomas Jefferson  | Thomas Jefferson  | Thomas Jefferson    | James Madison       | James Madison      | James Monroe      | James Monroe      | Andrew Jackson          |
| Carolina del Sud      | George Washington | George Washington | Thomas Jefferson  | Thomas Jefferson  | Thomas Jefferson    | James Madison       | James Madison      | James Monroe      | James Monroe      | Andrew Jackson          |
| Dakota del Nord       | N.D.              | N.D.              | N.D.              | N.D.              | N.D.                | N.D.                | N.D.               | N.D.              | N.D.              | N.D.                    |
| Dakota del Sud        | N.D.              | N.D.              | N.D.              | N.D.              | N.D.                | N.D.                | N.D.               | N.D.              | N.D.              | N.D.                    |
| Colorado              | N.D.              | N.D.              | N.D.              | N.D.              | N.D.                | N.D.                | N.D.               | N.D.              | N.D.              | N.D.                    |
| Connecticut           | George Washington | George Washington | John Adams        | John Adams        | Charles C. Pinckney | Charles C. Pinckney | DeWitt Clinton     | Rufus King        | James Monroe      | John Q. Adams           |
| Delaware              | George Washington | George Washington | John Adams        | John Adams        | Charles C. Pinckney | Charles C. Pinckney | DeWitt Clinton     | Rufus King        | James Monroe      | William H. Crawford     |
| Distretto di Columbia | N.D.              | N.D.              | N.D.              | N.D.              | N.D.                | N.D.                | N.D.               | N.D.              | N.D.              | N.D.                    |
| Florida               | N.D.              | N.D.              | N.D.              | N.D.              | N.D.                | N.D.                | N.D.               | N.D.              | N.D.              | N.D.                    |
| Georgia               | George Washington | George Washington | Thomas Jefferson  | Thomas Jefferson  | Thomas Jefferson    | James Madison       | James Madison      | James Monroe      | James Monroe      | William H. Crawford     |
| Hawaii                | N.D.              | N.D.              | N.D.              | N.D.              | N.D.                | N.D.                | N.D.               | N.D.              | N.D.              | N.D.                    |
| Idaho                 | N.D.              | N.D.              | N.D.              | N.D.              | N.D.                | N.D.                | N.D.               | N.D.              | N.D.              | N.D.                    |
| Illinois              | N.D.              | N.D.              | N.D.              | N.D.              | N.D.                | N.D.                | N.D.               | N.D.              | James Monroe      | Andrew Jackson (2)      |
| Illinois              | N.D.              | N.D.              | N.D.              | N.D.              | N.D.                | N.D.                | N.D.               | N.D.              | James Monroe      | John Q. Adams (1)       |
| Indiana               | N.D.              | N.D.              | N.D.              | N.D.              | N.D.                | N.D.                | N.D.               | James Monroe      | James Monroe      | Andrew Jackson          |
| Iowa                  | N.D.              | N.D.              | N.D.              | N.D.              | N.D.                | N.D.                | N.D.               | N.D.              | N.D.              | N.D.                    |
| Kansas                | N.D.              | N.D.              | N.D.              | N.D.              | N.D.                | N.D.                | N.D.               | N.D.              | N.D.              | N.D.                    |
| Kentucky              | N.D.              | George Washington | Thomas Jefferson  | Thomas Jefferson  | Thomas Jefferson    | James Madison       | James Madison      | James Monroe      | James Monroe      | Henry Clay              |
| Louisiana             | N.D.              | N.D.              | N.D.              | N.D.              | N.D.                | N.D.                | James Madison      | James Monroe      | James Monroe      | Andrew Jackson (3)      |
| Louisiana             | N.D.              | N.D.              | N.D.              | N.D.              | N.D.                | N.D.                | James Madison      | James Monroe      | James Monroe      | John Q. Adams (2)       |
| Maine                 | N.D.              | N.D.              | N.D.              | N.D.              | N.D.                | N.D.                | N.D.               | N.D.              | James Monroe      | John Q. Adams           |
| Maryland              | George Washington | George Washington | John Adams        | Thomas Jefferson  | Thomas Jefferson    | James Madison       | James Madison (6)  | James Monroe      | James Monroe      | John Q. Adams (3)       |
| Maryland              | George Washington | George Washington | John Adams        | Thomas Jefferson  | Thomas Jefferson    | James Madison       | DeWitt Clinton (5) | James Monroe      | James Monroe      | William H. Crawford (1) |
| Massachusetts         | George Washington | George Washington | John Adams        | John Adams        | Thomas Jefferson    | Charles C. Pinckney | DeWitt Clinton     | Rufus King        | James Monroe      | John Q. Adams           |
| Michigan              | N.D.              | N.D.              | N.D.              | N.D.              | N.D.                | N.D.                | N.D.               | N.D.              | N.D.              | N.D.                    |
| Minnesota             | N.D.              | N.D.              | N.D.              | N.D.              | N.D.                | N.D.                | N.D.               | N.D.              | N.D.              | N.D.                    |
| Mississippi           | N.D.              | N.D.              | N.D.              | N.D.              | N.D.                | N.D.                | N.D.               | N.D.              | James Monroe      | Andrew Jackson          |
| Missouri              | N.D.              | N.D.              | N.D.              | N.D.              | N.D.                | N.D.                | N.D.               | N.D.              | James Monroe      | Henry Clay              |
| Montana               | N.D.              | N.D.              | N.D.              | N.D.              | N.D.                | N.D.                | N.D.               | N.D.              | N.D.              | N.D.                    |
| Nebraska              | N.D.              | N.D.              | N.D.              | N.D.              | N.D.                | N.D.                | N.D.               | N.D.              | N.D.              | N.D.                    |
| Nevada                | N.D.              | N.D.              | N.D.              | N.D.              | N.D.                | N.D.                | N.D.               | N.D.              | N.D.              | N.D.                    |
| New Hampshire         | George Washington | George Washington | John Adams        | John Adams        | Thomas Jefferson    | Charles C. Pinckney | DeWitt Clinton     | James Monroe      | James Monroe (7)  | John Q. Adams           |
| New Hampshire         | George Washington | George Washington | John Adams        | John Adams        | Thomas Jefferson    | Charles C. Pinckney | DeWitt Clinton     | James Monroe      | John Q. Adams (1) | John Q. Adams           |
| New Jersey            | George Washington | George Washington | John Adams        | John Adams        | Thomas Jefferson    | James Madison       | DeWitt Clinton     | James Monroe      | James Monroe      | Andrew Jackson          |
| New York              | [ 14 ]            | George Washington | John Adams        | Thomas Jefferson  | Thomas Jefferson    | James Madison       | DeWitt Clinton     | James Monroe      | James Monroe      | John Q. Adams (26)      |
| New York              | [ 14 ]            | George Washington | John Adams        | Thomas Jefferson  | Thomas Jefferson    | James Madison       | DeWitt Clinton     | James Monroe      | James Monroe      | William H. Crawford (5) |
| New York              | [ 14 ]            | George Washington | John Adams        | Thomas Jefferson  | Thomas Jefferson    | James Madison       | DeWitt Clinton     | James Monroe      | James Monroe      | Henry Clay (4)          |
| New York              | [ 14 ]            | George Washington | John Adams        | Thomas Jefferson  | Thomas Jefferson    | James Madison       | DeWitt Clinton     | James Monroe      | James Monroe      | Andrew Jackson (1)      |
| Nuovo Messico         | N.D.              | N.D.              | N.D.              | N.D.              | N.D.                | N.D.                | N.D.               | N.D.              | N.D.              | N.D.                    |
| Ohio                  | N.D.              | N.D.              | N.D.              | N.D.              | Thomas Jefferson    | James Madison       | James Madison      | James Monroe      | James Monroe      | Henry Clay              |
| Oklahoma              | N.D.              | N.D.              | N.D.              | N.D.              | N.D.                | N.D.                | N.D.               | N.D.              | N.D.              | N.D.                    |
| Oregon                | N.D.              | N.D.              | N.D.              | N.D.              | N.D.                | N.D.                | N.D.               | N.D.              | N.D.              | N.D.                    |
| Pennsylvania          | George Washington | George Washington | Thomas Jefferson  | Thomas Jefferson  | Thomas Jefferson    | James Madison       | James Madison      | James Monroe      | James Monroe      | Andrew Jackson          |
| Rhode Island          | N.D.              | George Washington | John Adams        | John Adams        | Thomas Jefferson    | Charles C. Pinckney | DeWitt Clinton     | James Monroe      | James Monroe      | John Q. Adams           |
| Tennessee             | N.D.              | N.D.              | Thomas Jefferson  | Thomas Jefferson  | Thomas Jefferson    | James Madison       | James Madison      | James Monroe      | James Monroe      | Andrew Jackson          |
| Texas                 | N.D.              | N.D.              | N.D.              | N.D.              | N.D.                | N.D.                | N.D.               | N.D.              | N.D.              | N.D.                    |
| Utah                  | N.D.              | N.D.              | N.D.              | N.D.              | N.D.                | N.D.                | N.D.               | N.D.              | N.D.              | N.D.                    |
| Vermont               | N.D.              | George Washington | John Adams        | John Adams        | Thomas Jefferson    | James Madison       | James Madison      | James Monroe      | James Monroe      | John Q. Adams           |
| Virginia              | George Washington | George Washington | Thomas Jefferson  | Thomas Jefferson  | Thomas Jefferson    | James Madison       | James Madison      | James Monroe      | James Monroe      | William H. Crawford     |
| Virginia Occidentale  | N.D.              | N.D.              | N.D.              | N.D.              | N.D.                | N.D.                | N.D.               | N.D.              | N.D.              | N.D.                    |
| Washington            | N.D.              | N.D.              | N.D.              | N.D.              | N.D.                | N.D.                | N.D.               | N.D.              | N.D.              | N.D.                    |
| Wisconsin             | N.D.              | N.D.              | N.D.              | N.D.              | N.D.                | N.D.                | N.D.               | N.D.              | N.D.              | N.D.                    |
| Wyoming               | N.D.              | N.D.              | N.D.              | N.D.              | N.D.                | N.D.                | N.D.               | N.D.              | N.D.              | N.D.                    |
| -                     | Presidente eletto | Presidente eletto | Presidente eletto | Presidente eletto | Presidente eletto   | Presidente eletto   | Presidente eletto  | Presidente eletto | Presidente eletto | Presidente eletto       |
| -                     | George Washington | George Washington | John Adams        | Thomas Jefferson  | Thomas Jefferson    | James Madison       | James Madison      | James Monroe      | James Monroe      | John Q. Adams           |

|                       | Anno                | Anno               | Anno                | Anno                | Anno              | Anno              | Anno              | Anno              | Anno                   |
| Stato                 | 1828                | 1832               | 1836                | 1840                | 1844              | 1848              | 1852              | 1856              | 1860                   |
| --------------------- | ------------------- | ------------------ | ------------------- | ------------------- | ----------------- | ----------------- | ----------------- | ----------------- | ---------------------- |
| Alabama               | Andrew Jackson      | Andrew Jackson     | Martin Van Buren    | Martin Van Buren    | James K. Polk     | Lewis Cass        | Franklin Pierce   | James Buchanan    | John C. Breckinridge   |
| Alaska                | N.D.                | N.D.               | N.D.                | N.D.                | N.D.              | N.D.              | N.D.              | N.D.              | N.D.                   |
| Arizona               | N.D.                | N.D.               | N.D.                | N.D.                | N.D.              | N.D.              | N.D.              | N.D.              | N.D.                   |
| Arkansas              | N.D.                | N.D.               | N.D.                | Martin Van Buren    | James K. Polk     | Lewis Cass        | Franklin Pierce   | James Buchanan    | John C. Breckinridge   |
| California            | N.D.                | N.D.               | N.D.                | N.D.                | N.D.              | N.D.              | Franklin Pierce   | James Buchanan    | Abraham Lincoln        |
| Carolina del Nord     | Andrew Jackson      | John Floyd         | Martin Van Buren    | William H. Harrison | Henry Clay        | Zachary Taylor    | Franklin Pierce   | James Buchanan    | John C. Breckinridge   |
| Carolina del Sud      | Andrew Jackson      | Andrew Jackson     | Willie Mangum       | William H. Harrison | James K. Polk     | Lewis Cass        | Franklin Pierce   | James Buchanan    | John C. Breckinridge   |
| Dakota del Nord       | N.D.                | N.D.               | N.D.                | N.D.                | N.D.              | N.D.              | N.D.              | N.D.              | N.D.                   |
| Dakota del Sud        | N.D.                | N.D.               | N.D.                | N.D.                | N.D.              | N.D.              | N.D.              | N.D.              | N.D.                   |
| Colorado              | N.D.                | N.D.               | N.D.                | N.D.                | N.D.              | N.D.              | N.D.              | N.D.              | N.D.                   |
| Connecticut           | John Q. Adams       | Henry Clay         | Martin Van Buren    | William H. Harrison | Henry Clay        | Zachary Taylor    | Franklin Pierce   | John C. Frémont   | Abraham Lincoln        |
| Delaware              | John Q. Adams       | Andrew Jackson     | William H. Harrison | William H. Harrison | Henry Clay        | Zachary Taylor    | Franklin Pierce   | James Buchanan    | John C. Breckinridge   |
| Distretto di Columbia | N.D.                | N.D.               | N.D.                | N.D.                | N.D.              | N.D.              | N.D.              | N.D.              | N.D.                   |
| Florida               | N.D.                | N.D.               | N.D.                | N.D.                | N.D.              | Lewis Cass        | Franklin Pierce   | James Buchanan    | John C. Breckinridge   |
| Georgia               | Andrew Jackson      | Andrew Jackson     | Hugh White          | Martin Van Buren    | James K. Polk     | Zachary Taylor    | Franklin Pierce   | James Buchanan    | John C. Breckinridge   |
| Hawaii                | N.D.                | N.D.               | N.D.                | N.D.                | N.D.              | N.D.              | N.D.              | N.D.              | N.D.                   |
| Idaho                 | N.D.                | N.D.               | N.D.                | N.D.                | N.D.              | N.D.              | N.D.              | N.D.              | N.D.                   |
| Illinois              | Andrew Jackson      | Andrew Jackson     | Martin Van Buren    | Martin Van Buren    | James K. Polk     | Lewis Cass        | Franklin Pierce   | James Buchanan    | Abraham Lincoln        |
| Indiana               | Andrew Jackson      | Andrew Jackson     | William H. Harrison | William H. Harrison | James K. Polk     | Lewis Cass        | Franklin Pierce   | James Buchanan    | Abraham Lincoln        |
| Iowa                  | N.D.                | N.D.               | N.D.                | N.D.                | N.D.              | Lewis Cass        | Franklin Pierce   | John C. Frémont   | Abraham Lincoln        |
| Kansas                | N.D.                | N.D.               | N.D.                | N.D.                | N.D.              | N.D.              | N.D.              | N.D.              | N.D.                   |
| Kentucky              | Andrew Jackson      | Henry Clay         | William H. Harrison | William H. Harrison | Henry Clay        | Zachary Taylor    | Winfield Scott    | James Buchanan    | John Bell              |
| Louisiana             | Andrew Jackson      | Andrew Jackson     | Martin Van Buren    | William H. Harrison | James K. Polk     | Zachary Taylor    | Franklin Pierce   | James Buchanan    | John C. Breckinridge   |
| Maine                 | John Q. Adams (8)   | Andrew Jackson     | Martin Van Buren    | William H. Harrison | James K. Polk     | Lewis Cass        | Franklin Pierce   | John C. Frémont   | Abraham Lincoln        |
| Maine                 | Andrew Jackson (1)  | Andrew Jackson     | Martin Van Buren    | William H. Harrison | James K. Polk     | Lewis Cass        | Franklin Pierce   | John C. Frémont   | Abraham Lincoln        |
| Maryland              | John Q. Adams (6)   | Henry Clay (6)     | William H. Harrison | William H. Harrison | Henry Clay        | Zachary Taylor    | Franklin Pierce   | Millard Fillmore  | John C. Breckinridge   |
| Maryland              | Andrew Jackson (5)  | Andrew Jackson (5) | William H. Harrison | William H. Harrison | Henry Clay        | Zachary Taylor    | Franklin Pierce   | Millard Fillmore  | John C. Breckinridge   |
| Massachusetts         | John Q. Adams       | Henry Clay         | Daniel Webster      | William H. Harrison | Henry Clay        | Zachary Taylor    | Winfield Scott    | John C. Frémont   | Abraham Lincoln        |
| Michigan              | N.D.                | N.D.               | N.D.                | N.D.                | James K. Polk     | Lewis Cass        | Franklin Pierce   | John C. Frémont   | Abraham Lincoln        |
| Minnesota             | N.D.                | N.D.               | N.D.                | N.D.                | N.D.              | N.D.              | N.D.              | N.D.              | Abraham Lincoln        |
| Mississippi           | Andrew Jackson      | Andrew Jackson     | Martin Van Buren    | William H. Harrison | James K. Polk     | Lewis Cass        | Franklin Pierce   | James Buchanan    | John C. Breckinridge   |
| Missouri              | Andrew Jackson      | Andrew Jackson     | Martin Van Buren    | Martin Van Buren    | James K. Polk     | Lewis Cass        | Franklin Pierce   | James Buchanan    | Stephen A. Douglas     |
| Montana               | N.D.                | N.D.               | N.D.                | N.D.                | N.D.              | N.D.              | N.D.              | N.D.              | N.D.                   |
| Nebraska              | N.D.                | N.D.               | N.D.                | N.D.                | N.D.              | N.D.              | N.D.              | N.D.              | N.D.                   |
| Nevada                | N.D.                | N.D.               | N.D.                | N.D.                | N.D.              | N.D.              | N.D.              | N.D.              | N.D.                   |
| New Hampshire         | John Q. Adams       | Andrew Jackson     | Martin Van Buren    | Martin Van Buren    | James K. Polk     | Zachary Taylor    | Franklin Pierce   | John C. Frémont   | Abraham Lincoln        |
| New Jersey            | John Q. Adams       | Andrew Jackson     | William H. Harrison | William H. Harrison | Henry Clay        | Zachary Taylor    | Franklin Pierce   | James Buchanan    | Abraham Lincoln (4)    |
| New Jersey            | John Q. Adams       | Andrew Jackson     | William H. Harrison | William H. Harrison | Henry Clay        | Zachary Taylor    | Franklin Pierce   | James Buchanan    | Stephen A. Douglas (3) |
| New York              | Andrew Jackson (20) | Andrew Jackson     | Martin Van Buren    | William H. Harrison | James K. Polk     | Zachary Taylor    | Franklin Pierce   | John C. Frémont   | Abraham Lincoln        |
| New York              | John Q. Adams (16)  | Andrew Jackson     | Martin Van Buren    | William H. Harrison | James K. Polk     | Zachary Taylor    | Franklin Pierce   | John C. Frémont   | Abraham Lincoln        |
| Nuovo Messico         | N.D.                | N.D.               | N.D.                | N.D.                | N.D.              | N.D.              | N.D.              | N.D.              | N.D.                   |
| Ohio                  | Andrew Jackson      | Andrew Jackson     | William H. Harrison | William H. Harrison | Henry Clay        | Lewis Cass        | Franklin Pierce   | John C. Frémont   | Abraham Lincoln        |
| Oklahoma              | N.D.                | N.D.               | N.D.                | N.D.                | N.D.              | N.D.              | N.D.              | N.D.              | N.D.                   |
| Oregon                | N.D.                | N.D.               | N.D.                | N.D.                | N.D.              | N.D.              | N.D.              | N.D.              | Abraham Lincoln        |
| Pennsylvania          | Andrew Jackson      | Andrew Jackson     | William H. Harrison | William H. Harrison | James K. Polk     | Zachary Taylor    | Franklin Pierce   | James Buchanan    | Abraham Lincoln        |
| Rhode Island          | John Q. Adams       | Henry Clay         | William H. Harrison | William H. Harrison | Henry Clay        | Zachary Taylor    | Franklin Pierce   | John C. Frémont   | Abraham Lincoln        |
| Tennessee             | Andrew Jackson      | Andrew Jackson     | Hugh White          | William H. Harrison | Henry Clay        | Zachary Taylor    | Winfield Scott    | James Buchanan    | John Bell              |
| Texas                 | N.D.                | N.D.               | N.D.                | N.D.                | N.D.              | Lewis Cass        | Franklin Pierce   | James Buchanan    | John C. Breckinridge   |
| Utah                  | N.D.                | N.D.               | N.D.                | N.D.                | N.D.              | N.D.              | N.D.              | N.D.              | N.D.                   |
| Vermont               | John Q. Adams       | William Wirt       | William H. Harrison | William H. Harrison | Henry Clay        | Zachary Taylor    | Winfield Scott    | John C. Frémont   | Abraham Lincoln        |
| Virginia              | Andrew Jackson      | Andrew Jackson     | William H. Harrison | Martin Van Buren    | James K. Polk     | Lewis Cass        | Franklin Pierce   | James Buchanan    | John Bell              |
| Virginia Occidentale  | N.D.                | N.D.               | N.D.                | N.D.                | N.D.              | N.D.              | N.D.              | N.D.              | N.D.                   |
| Washington            | N.D.                | N.D.               | N.D.                | N.D.                | N.D.              | N.D.              | N.D.              | N.D.              | N.D.                   |
| Wisconsin             | N.D.                | N.D.               | N.D.                | N.D.                | N.D.              | Lewis Cass        | Franklin Pierce   | John C. Frémont   | Abraham Lincoln        |
| Wyoming               | N.D.                | N.D.               | N.D.                | N.D.                | N.D.              | N.D.              | N.D.              | N.D.              | N.D.                   |
| -                     | Presidente eletto   | Presidente eletto  | Presidente eletto   | Presidente eletto   | Presidente eletto | Presidente eletto | Presidente eletto | Presidente eletto | Presidente eletto      |
| -                     | Andrew Jackson      | Andrew Jackson     | Martin Van Buren    | William H. Harrison | James K. Polk     | Zachary Taylor    | Franklin Pierce   | James Buchanan    | Abraham Lincoln        |

|                       | Anno                | Anno              | Anno                   | Anno                | Anno                    | Anno              | Anno              | Anno                   | Anno                  |
| Stato                 | 1864                | 1868              | 1872                   | 1876                | 1880                    | 1884              | 1888              | 1892                   | 1896                  |
| --------------------- | ------------------- | ----------------- | ---------------------- | ------------------- | ----------------------- | ----------------- | ----------------- | ---------------------- | --------------------- |
| Alabama               | N.D.                | Ulysses S. Grant  | Ulysses S. Grant       | Samuel J. Tilden    | Winfield S. Hancock     | Grover Cleveland  | Grover Cleveland  | Grover Cleveland       | William J. Bryan      |
| Alaska                | N.D.                | N.D.              | N.D.                   | N.D.                | N.D.                    | N.D.              | N.D.              | N.D.                   | N.D.                  |
| Arizona               | N.D.                | N.D.              | N.D.                   | N.D.                | N.D.                    | N.D.              | N.D.              | N.D.                   | N.D.                  |
| Arkansas              | N.D.                | Ulysses S. Grant  | Ulysses S. Grant       | Samuel J. Tilden    | Winfield S. Hancock     | Grover Cleveland  | Grover Cleveland  | Grover Cleveland       | William J. Bryan      |
| California            | Abraham Lincoln     | Ulysses S. Grant  | Ulysses S. Grant       | Rutherford B. Hayes | Winfield S. Hancock (5) | James Blaine      | Benjamin Harrison | Grover Cleveland (8)   | William McKinley (8)  |
| California            | Abraham Lincoln     | Ulysses S. Grant  | Ulysses S. Grant       | Rutherford B. Hayes | James A. Garfield (1)   | James Blaine      | Benjamin Harrison | Benjamin Harrison (1)  | William J. Bryan (1)  |
| Carolina del Nord     | N.D.                | Ulysses S. Grant  | Ulysses S. Grant       | Samuel J. Tilden    | Winfield S. Hancock     | Grover Cleveland  | Grover Cleveland  | Grover Cleveland       | William J. Bryan      |
| Carolina del Sud      | N.D.                | Ulysses S. Grant  | Ulysses S. Grant       | Rutherford B. Hayes | Winfield S. Hancock     | Grover Cleveland  | Grover Cleveland  | Grover Cleveland       | William J. Bryan      |
| Dakota del Nord       | N.D.                | N.D.              | N.D.                   | N.D.                | N.D.                    | N.D.              | N.D.              | James Weaver (1)       | William McKinley      |
| Dakota del Nord       | N.D.                | N.D.              | N.D.                   | N.D.                | N.D.                    | N.D.              | N.D.              | Benjamin Harrison (1)  | William McKinley      |
| Dakota del Nord       | N.D.                | N.D.              | N.D.                   | N.D.                | N.D.                    | N.D.              | N.D.              | Grover Cleveland (1)   | William McKinley      |
| Dakota del Sud        | N.D.                | N.D.              | N.D.                   | N.D.                | N.D.                    | N.D.              | N.D.              | Benjamin Harrison      | William J. Bryan      |
| Colorado              | N.D.                | N.D.              | N.D.                   | Rutherford B. Hayes | James A. Garfield       | James Blaine      | Benjamin Harrison | James Weaver           | William J. Bryan      |
| Connecticut           | Abraham Lincoln     | Ulysses S. Grant  | Ulysses S. Grant       | Samuel J. Tilden    | James A. Garfield       | Grover Cleveland  | Grover Cleveland  | Grover Cleveland       | William McKinley      |
| Delaware              | George B. McClellan | Horatio Seymour   | Ulysses S. Grant       | Samuel J. Tilden    | James A. Garfield       | Grover Cleveland  | Grover Cleveland  | Grover Cleveland       | William McKinley      |
| Distretto di Columbia | N.D.                | N.D.              | N.D.                   | N.D.                | N.D.                    | N.D.              | N.D.              | N.D.                   | N.D.                  |
| Florida               | N.D.                | Ulysses S. Grant  | Ulysses S. Grant       | Rutherford B. Hayes | Winfield S. Hancock     | Grover Cleveland  | Grover Cleveland  | Grover Cleveland       | William J. Bryan      |
| Georgia               | N.D.                | Horatio Seymour   | Benjamin Brown (6)     | Samuel J. Tilden    | Winfield S. Hancock     | Grover Cleveland  | Grover Cleveland  | Grover Cleveland       | William J. Bryan      |
| Georgia               | N.D.                | Horatio Seymour   | Horace Greeley (3)     | Samuel J. Tilden    | Winfield S. Hancock     | Grover Cleveland  | Grover Cleveland  | Grover Cleveland       | William J. Bryan      |
| Georgia               | N.D.                | Horatio Seymour   | Charles J. Jenkins (1) | Samuel J. Tilden    | Winfield S. Hancock     | Grover Cleveland  | Grover Cleveland  | Grover Cleveland       | William J. Bryan      |
| Hawaii                | N.D.                | N.D.              | N.D.                   | N.D.                | N.D.                    | N.D.              | N.D.              | N.D.                   | N.D.                  |
| Idaho                 | N.D.                | N.D.              | N.D.                   | N.D.                | N.D.                    | N.D.              | N.D.              | James Weaver           | William J. Bryan      |
| Illinois              | Abraham Lincoln     | Ulysses S. Grant  | Ulysses S. Grant       | Rutherford B. Hayes | James A. Garfield       | James Blaine      | Benjamin Harrison | Grover Cleveland       | William McKinley      |
| Indiana               | Abraham Lincoln     | Ulysses S. Grant  | Ulysses S. Grant       | Samuel J. Tilden    | James A. Garfield       | Grover Cleveland  | Benjamin Harrison | Grover Cleveland       | William McKinley      |
| Iowa                  | Abraham Lincoln     | Ulysses S. Grant  | Ulysses S. Grant       | Rutherford B. Hayes | James A. Garfield       | James Blaine      | Benjamin Harrison | Benjamin Harrison      | William McKinley      |
| Kansas                | Abraham Lincoln     | Ulysses S. Grant  | Ulysses S. Grant       | Rutherford B. Hayes | James A. Garfield       | James Blaine      | Benjamin Harrison | James Weaver           | William J. Bryan      |
| Kentucky              | George B. McClellan | Horatio Seymour   | Thomas Hendricks (8)   | Samuel J. Tilden    | Winfield S. Hancock     | Grover Cleveland  | Grover Cleveland  | Grover Cleveland       | William McKinley (12) |
| Kentucky              | George B. McClellan | Horatio Seymour   | Benjamin Brown (4)     | Samuel J. Tilden    | Winfield S. Hancock     | Grover Cleveland  | Grover Cleveland  | Grover Cleveland       | William J. Bryan (1)  |
| Louisiana             | Abraham Lincoln     | Horatio Seymour   | Ulysses S. Grant       | Rutherford B. Hayes | Winfield S. Hancock     | Grover Cleveland  | Grover Cleveland  | Grover Cleveland       | William J. Bryan      |
| Maine                 | Abraham Lincoln     | Ulysses S. Grant  | Ulysses S. Grant       | Rutherford B. Hayes | James A. Garfield       | James Blaine      | Benjamin Harrison | Benjamin Harrison      | William McKinley      |
| Maryland              | Abraham Lincoln     | Horatio Seymour   | Thomas Hendricks       | Samuel J. Tilden    | Winfield S. Hancock     | Grover Cleveland  | Grover Cleveland  | Grover Cleveland       | William McKinley      |
| Massachusetts         | Abraham Lincoln     | Ulysses S. Grant  | Ulysses S. Grant       | Rutherford B. Hayes | James A. Garfield       | James Blaine      | Benjamin Harrison | Benjamin Harrison      | William McKinley      |
| Michigan              | Abraham Lincoln     | Ulysses S. Grant  | Ulysses S. Grant       | Rutherford B. Hayes | James A. Garfield       | James Blaine      | Benjamin Harrison | Benjamin Harrison (9)  | William McKinley      |
| Michigan              | Abraham Lincoln     | Ulysses S. Grant  | Ulysses S. Grant       | Rutherford B. Hayes | James A. Garfield       | James Blaine      | Benjamin Harrison | Grover Cleveland (5)   | William McKinley      |
| Minnesota             | Abraham Lincoln     | Ulysses S. Grant  | Ulysses S. Grant       | Rutherford B. Hayes | James A. Garfield       | James Blaine      | Benjamin Harrison | Benjamin Harrison      | William McKinley      |
| Mississippi           | N.D.                | N.D.              | Ulysses S. Grant       | Samuel J. Tilden    | Winfield S. Hancock     | Grover Cleveland  | Grover Cleveland  | Grover Cleveland       | William J. Bryan      |
| Missouri              | Abraham Lincoln     | Ulysses S. Grant  | Benjamin Brown (8)     | Samuel J. Tilden    | Winfield S. Hancock     | Grover Cleveland  | Grover Cleveland  | Grover Cleveland       | \|William J. Bryan    |
| Missouri              | Abraham Lincoln     | Ulysses S. Grant  | Thomas Hendricks (6)   | Samuel J. Tilden    | Winfield S. Hancock     | Grover Cleveland  | Grover Cleveland  | Grover Cleveland       | \|William J. Bryan    |
| Missouri              | Abraham Lincoln     | Ulysses S. Grant  | David Davis (1)        | Samuel J. Tilden    | Winfield S. Hancock     | Grover Cleveland  | Grover Cleveland  | Grover Cleveland       | \|William J. Bryan    |
| Montana               | N.D.                | N.D.              | N.D.                   | N.D.                | N.D.                    | N.D.              | N.D.              | Benjamin Harrison      | William J. Bryan      |
| Nebraska              | N.D.                | Ulysses S. Grant  | Ulysses S. Grant       | Rutherford B. Hayes | James A. Garfield       | James Blaine      | Benjamin Harrison | Benjamin Harrison      | William J. Bryan      |
| Nevada                | Abraham Lincoln     | Ulysses S. Grant  | Ulysses S. Grant       | Rutherford B. Hayes | Winfield S. Hancock     | James Blaine      | Benjamin Harrison | James Weaver           | William J. Bryan      |
| New Hampshire         | Abraham Lincoln     | Ulysses S. Grant  | Ulysses S. Grant       | Rutherford B. Hayes | James A. Garfield       | James Blaine      | Benjamin Harrison | Benjamin Harrison      | William McKinley      |
| New Jersey            | George B. McClellan | Horatio Seymour   | Ulysses S. Grant       | Samuel J. Tilden    | Winfield S. Hancock     | Grover Cleveland  | Grover Cleveland  | Grover Cleveland       | William McKinley      |
| New York              | Abraham Lincoln     | Horatio Seymour   | Ulysses S. Grant       | Samuel J. Tilden    | James A. Garfield       | Grover Cleveland  | Benjamin Harrison | Grover Cleveland       | William McKinley      |
| Nuovo Messico         | N.D.                | N.D.              | N.D.                   | N.D.                | N.D.                    | N.D.              | N.D.              | N.D.                   | N.D.                  |
| Ohio                  | Abraham Lincoln     | Ulysses S. Grant  | Ulysses S. Grant       | Rutherford B. Hayes | James A. Garfield       | James Blaine      | Benjamin Harrison | Benjamin Harrison (22) | William McKinley      |
| Ohio                  | Abraham Lincoln     | Ulysses S. Grant  | Ulysses S. Grant       | Rutherford B. Hayes | James A. Garfield       | James Blaine      | Benjamin Harrison | Grover Cleveland (1)   | William McKinley      |
| Oklahoma              | N.D.                | N.D.              | N.D.                   | N.D.                | N.D.                    | N.D.              | N.D.              | N.D.                   | William J. Bryan      |
| Oregon                | Abraham Lincoln     | Horatio Seymour   | Ulysses S. Grant       | Rutherford B. Hayes | James A. Garfield       | James Blaine      | Benjamin Harrison | Benjamin Harrison (3)  | William McKinley      |
| Oregon                | Abraham Lincoln     | Horatio Seymour   | Ulysses S. Grant       | Rutherford B. Hayes | James A. Garfield       | James Blaine      | Benjamin Harrison | James Weaver (1)       | William McKinley      |
| Pennsylvania          | Abraham Lincoln     | Ulysses S. Grant  | Ulysses S. Grant       | Rutherford B. Hayes | James A. Garfield       | James Blaine      | Benjamin Harrison | Benjamin Harrison      | William McKinley      |
| Rhode Island          | Abraham Lincoln     | Ulysses S. Grant  | Ulysses S. Grant       | Rutherford B. Hayes | James A. Garfield       | James Blaine      | Benjamin Harrison | Benjamin Harrison      | William McKinley      |
| Tennessee             | Abraham Lincoln     | Ulysses S. Grant  | Thomas Hendricks       | Samuel J. Tilden    | Winfield S. Hancock     | Grover Cleveland  | Grover Cleveland  | Grover Cleveland       | William J. Bryan      |
| Texas                 | N.D.                | N.D.              | Thomas Hendricks       | Samuel J. Tilden    | Winfield S. Hancock     | Grover Cleveland  | Grover Cleveland  | Grover Cleveland       | William J. Bryan      |
| Utah                  | N.D.                | N.D.              | N.D.                   | N.D.                | N.D.                    | N.D.              | N.D.              | N.D.                   | William J. Bryan      |
| Vermont               | Abraham Lincoln     | Ulysses S. Grant  | Ulysses S. Grant       | Rutherford B. Hayes | James A. Garfield       | James Blaine      | Benjamin Harrison | Benjamin Harrison      | William McKinley      |
| Virginia              | N.D.                | N.D.              | Ulysses S. Grant       | Samuel J. Tilden    | Winfield S. Hancock     | Grover Cleveland  | Grover Cleveland  | Grover Cleveland       | William J. Bryan      |
| Virginia Occidentale  | Abraham Lincoln     | Ulysses S. Grant  | Ulysses S. Grant       | Samuel J. Tilden    | Winfield S. Hancock     | Grover Cleveland  | Grover Cleveland  | Grover Cleveland       | William McKinley      |
| Washington            | N.D.                | N.D.              | N.D.                   | N.D.                | N.D.                    | N.D.              | N.D.              | Benjamin Harrison      | William J. Bryan      |
| Wisconsin             | Abraham Lincoln     | Ulysses S. Grant  | Ulysses S. Grant       | Rutherford B. Hayes | James A. Garfield       | James Blaine      | Benjamin Harrison | Grover Cleveland       | William McKinley      |
| Wyoming               | N.D.                | N.D.              | N.D.                   | N.D.                | N.D.                    | N.D.              | N.D.              | Benjamin Harrison      | William J. Bryan      |
| -                     | Presidente eletto   | Presidente eletto | Presidente eletto      | Presidente eletto   | Presidente eletto       | Presidente eletto | Presidente eletto | Presidente eletto      | Presidente eletto     |
| -                     | Abraham Lincoln     | Ulysses S. Grant  | Ulysses S. Grant       | Rutherford Hayes    | James A. Garfield       | Grover Cleveland  | Benjamin Harrison | Grover Cleveland       | William McKinley      |

### Dal 1900 al 1996
|                       | Anno              | Anno               | Anno                 | Anno                    | Anno                 | Anno              | Anno                  | Anno              | Anno                  |
| Stato                 | 1900              | 1904               | 1908                 | 1912                    | 1916                 | 1920              | 1924                  | 1928              | 1932                  |
| --------------------- | ----------------- | ------------------ | -------------------- | ----------------------- | -------------------- | ----------------- | --------------------- | ----------------- | --------------------- |
| Alabama               | William J. Bryan  | Alton B. Parker    | William J. Bryan     | Thomas W. Wilson        | Thomas W. Wilson     | James M. Cox      | John W. Davis         | Al Smith          | Franklin D. Roosevelt |
| Alaska                | N.D.              | N.D.               | N.D.                 | N.D.                    | N.D.                 | N.D.              | N.D.                  | N.D.              | N.D.                  |
| Arizona               | N.D.              | N.D.               | N.D.                 | Thomas W. Wilson        | Thomas W. Wilson     | Warren G. Harding | Calvin Coolidge       | Herbert Hoover    | Franklin D. Roosevelt |
| Arkansas              | William J. Bryan  | Alton B. Parker    | William J. Bryan     | Thomas W. Wilson        | Thomas W. Wilson     | James M. Cox      | John W. Davis         | Al Smith          | Franklin D. Roosevelt |
| California            | William McKinley  | Theodore Roosevelt | William H. Taft      | Theodore Roosevelt (11) | Thomas W. Wilson     | Warren G. Harding | Calvin Coolidge       | Herbert Hoover    | Franklin D. Roosevelt |
| California            | William McKinley  | Theodore Roosevelt | William H. Taft      | Thomas W. Wilson (2)    | Thomas W. Wilson     | Warren G. Harding | Calvin Coolidge       | Herbert Hoover    | Franklin D. Roosevelt |
| Carolina del Nord     | William J. Bryan  | Alton B. Parker    | William J. Bryan     | Thomas W. Wilson        | Thomas W. Wilson     | James M. Cox      | John W. Davis         | Herbert Hoover    | Franklin D. Roosevelt |
| Carolina del Sud      | William J. Bryan  | Alton B. Parker    | William J. Bryan     | Thomas W. Wilson        | Thomas W. Wilson     | James M. Cox      | John W. Davis         | Al Smith          | Franklin D. Roosevelt |
| Colorado              | William J. Bryan  | Alton B. Parker    | William J. Bryan     | Thomas W. Wilson        | Thomas W. Wilson     | Warren G. Harding | Calvin Coolidge       | Herbert Hoover    | Franklin D. Roosevelt |
| Connecticut           | William McKinley  | Theodore Roosevelt | William H. Taft      | Thomas W. Wilson        | Charles E. Hughes    | Warren G. Harding | Calvin Coolidge       | Herbert Hoover    | Herbert Hoover        |
| Dakota del Nord       | William McKinley  | Theodore Roosevelt | William H. Taft      | Thomas W. Wilson        | Thomas W. Wilson     | Warren G. Harding | Calvin Coolidge       | Herbert Hoover    | Franklin D. Roosevelt |
| Dakota del Sud        | William McKinley  | Theodore Roosevelt | William H. Taft      | Theodore Roosevelt      | Charles E. Hughes    | Warren G. Harding | Calvin Coolidge       | Herbert Hoover    | Franklin D. Roosevelt |
| Delaware              | William McKinley  | Theodore Roosevelt | William H. Taft      | Thomas W. Wilson        | Charles E. Hughes    | Warren G. Harding | Calvin Coolidge       | Herbert Hoover    | Herbert Hoover        |
| Distretto di Columbia | N.D.              | N.D.               | N.D.                 | N.D.                    | N.D.                 | N.D.              | N.D.                  | N.D.              | N.D.                  |
| Florida               | William J. Bryan  | Alton B. Parker    | William J. Bryan     | Thomas W. Wilson        | Thomas W. Wilson     | James M. Cox      | John W. Davis         | Herbert Hoover    | Franklin D. Roosevelt |
| Georgia               | William J. Bryan  | Alton B. Parker    | William J. Bryan     | Thomas W. Wilson        | Thomas W. Wilson     | James M. Cox      | John W. Davis         | Al Smith          | Franklin D. Roosevelt |
| Hawaii                | N.D.              | N.D.               | N.D.                 | N.D.                    | N.D.                 | N.D.              | N.D.                  | N.D.              | N.D.                  |
| Idaho                 | William J. Bryan  | Theodore Roosevelt | William H. Taft      | Thomas W. Wilson        | Thomas W. Wilson     | Warren G. Harding | Calvin Coolidge       | Herbert Hoover    | Franklin D. Roosevelt |
| Illinois              | William McKinley  | Theodore Roosevelt | William H. Taft      | Thomas W. Wilson        | Charles E. Hughes    | Warren G. Harding | Calvin Coolidge       | Herbert Hoover    | Franklin D. Roosevelt |
| Indiana               | William McKinley  | Theodore Roosevelt | William H. Taft      | Thomas W. Wilson        | Charles E. Hughes    | Warren G. Harding | Calvin Coolidge       | Herbert Hoover    | Franklin D. Roosevelt |
| Iowa                  | William McKinley  | Theodore Roosevelt | William H. Taft      | Thomas W. Wilson        | Charles E. Hughes    | Warren G. Harding | Calvin Coolidge       | Herbert Hoover    | Franklin D. Roosevelt |
| Kansas                | William McKinley  | Theodore Roosevelt | William H. Taft      | Thomas W. Wilson        | Thomas W. Wilson     | Warren G. Harding | Calvin Coolidge       | Herbert Hoover    | Franklin D. Roosevelt |
| Kentucky              | William J. Bryan  | Alton B. Parker    | William J. Bryan     | Thomas W. Wilson        | Thomas W. Wilson     | James M. Cox      | Calvin Coolidge       | Herbert Hoover    | Franklin D. Roosevelt |
| Louisiana             | William J. Bryan  | Alton B. Parker    | William J. Bryan     | Thomas W. Wilson        | Thomas W. Wilson     | James M. Cox      | John W. Davis         | Al Smith          | Franklin D. Roosevelt |
| Maine                 | William McKinley  | Theodore Roosevelt | William H. Taft      | Thomas W. Wilson        | Charles E. Hughes    | Warren G. Harding | Calvin Coolidge       | Herbert Hoover    | Herbert Hoover        |
| Maryland              | William McKinley  | Theodore Roosevelt | William J. Bryan (6) | Thomas W. Wilson        | Thomas W. Wilson     | Warren G. Harding | Calvin Coolidge       | Herbert Hoover    | Franklin D. Roosevelt |
| Maryland              | William McKinley  | Theodore Roosevelt | William H. Taft (2)  | Thomas W. Wilson        | Thomas W. Wilson     | Warren G. Harding | Calvin Coolidge       | Herbert Hoover    | Franklin D. Roosevelt |
| Massachusetts         | William McKinley  | Theodore Roosevelt | William H. Taft      | Thomas W. Wilson        | Charles E. Hughes    | Warren G. Harding | Calvin Coolidge       | Al Smith          | Franklin D. Roosevelt |
| Michigan              | William McKinley  | Theodore Roosevelt | William H. Taft      | Theodore Roosevelt      | Charles E. Hughes    | Warren G. Harding | Calvin Coolidge       | Herbert Hoover    | Franklin D. Roosevelt |
| Minnesota             | William McKinley  | Theodore Roosevelt | William H. Taft      | Theodore Roosevelt      | Charles E. Hughes    | Warren G. Harding | Calvin Coolidge       | Herbert Hoover    | Franklin D. Roosevelt |
| Mississippi           | William J. Bryan  | Alton B. Parker    | William J. Bryan     | Thomas W. Wilson        | Thomas W. Wilson     | James M. Cox      | John W. Davis         | Al Smith          | Franklin D. Roosevelt |
| Missouri              | William J. Bryan  | Theodore Roosevelt | William H. Taft      | Thomas W. Wilson        | Thomas W. Wilson     | Warren G. Harding | Calvin Coolidge       | Herbert Hoover    | Franklin D. Roosevelt |
| Montana               | William J. Bryan  | Theodore Roosevelt | William H. Taft      | Thomas W. Wilson        | Thomas W. Wilson     | Warren G. Harding | Calvin Coolidge       | Herbert Hoover    | Franklin D. Roosevelt |
| Nebraska              | William McKinley  | Theodore Roosevelt | William J. Bryan     | Thomas W. Wilson        | Thomas W. Wilson     | Warren G. Harding | Calvin Coolidge       | Herbert Hoover    | Franklin D. Roosevelt |
| Nevada                | William J. Bryan  | Theodore Roosevelt | William J. Bryan     | Thomas W. Wilson        | Thomas W. Wilson     | Warren G. Harding | Calvin Coolidge       | Herbert Hoover    | Franklin D. Roosevelt |
| New Hampshire         | William McKinley  | Theodore Roosevelt | William H. Taft      | Thomas W. Wilson        | Thomas W. Wilson     | Warren G. Harding | Calvin Coolidge       | Herbert Hoover    | Herbert Hoover        |
| New Jersey            | William McKinley  | Theodore Roosevelt | William H. Taft      | Thomas W. Wilson        | Charles E. Hughes    | Warren G. Harding | Calvin Coolidge       | Herbert Hoover    | Franklin D. Roosevelt |
| New York              | William McKinley  | Theodore Roosevelt | William H. Taft      | Thomas W. Wilson        | Charles E. Hughes    | Warren G. Harding | Calvin Coolidge       | Herbert Hoover    | Franklin D. Roosevelt |
| Nuovo Messico         | N.D.              | N.D.               | N.D.                 | Thomas W. Wilson        | Thomas W. Wilson     | Warren G. Harding | Calvin Coolidge       | Herbert Hoover    | Franklin D. Roosevelt |
| Ohio                  | William McKinley  | Theodore Roosevelt | William H. Taft      | Thomas W. Wilson        | Thomas W. Wilson     | Warren G. Harding | Calvin Coolidge       | Herbert Hoover    | Franklin D. Roosevelt |
| Oklahoma              | N.D.              | N.D.               | William J. Bryan     | Thomas W. Wilson        | Thomas W. Wilson     | Warren G. Harding | John W. Davis         | Herbert Hoover    | Franklin D. Roosevelt |
| Oregon                | William McKinley  | Theodore Roosevelt | William H. Taft      | Thomas W. Wilson        | Charles E. Hughes    | Warren G. Harding | Calvin Coolidge       | Herbert Hoover    | Franklin D. Roosevelt |
| Pennsylvania          | William McKinley  | Theodore Roosevelt | William H. Taft      | Theodore Roosevelt      | Charles E. Hughes    | Warren G. Harding | Calvin Coolidge       | Herbert Hoover    | Herbert Hoover        |
| Rhode Island          | William McKinley  | Theodore Roosevelt | William H. Taft      | Thomas W. Wilson        | Charles E. Hughes    | Warren G. Harding | Calvin Coolidge       | Al Smith          | Franklin D. Roosevelt |
| Tennessee             | William J. Bryan  | Alton B. Parker    | William J. Bryan     | Thomas W. Wilson        | Thomas W. Wilson     | Warren G. Harding | John W. Davis         | Herbert Hoover    | Franklin D. Roosevelt |
| Texas                 | William J. Bryan  | Alton B. Parker    | William J. Bryan     | Thomas W. Wilson        | Thomas W. Wilson     | James M. Cox      | John W. Davis         | Herbert Hoover    | Franklin D. Roosevelt |
| Utah                  | William McKinley  | Theodore Roosevelt | William H. Taft      | William H. Taft         | Thomas W. Wilson     | Warren G. Harding | Calvin Coolidge       | Herbert Hoover    | Franklin D. Roosevelt |
| Vermont               | William McKinley  | Theodore Roosevelt | William H. Taft      | William H. Taft         | Charles E. Hughes    | Warren G. Harding | Calvin Coolidge       | Herbert Hoover    | Herbert Hoover        |
| Virginia              | William J. Bryan  | Alton B. Parker    | William J. Bryan     | Thomas W. Wilson        | Thomas W. Wilson     | James M. Cox      | John W. Davis         | Herbert Hoover    | Franklin D. Roosevelt |
| Virginia Occidentale  | William McKinley  | Theodore Roosevelt | William H. Taft      | Thomas W. Wilson        | Charles E. Hughes(7) | Warren G. Harding | Calvin Coolidge       | Herbert Hoover    | Franklin D. Roosevelt |
| Virginia Occidentale  | William McKinley  | Theodore Roosevelt | William H. Taft      | Thomas W. Wilson        | Thomas W. Wilson (1) | Warren G. Harding | Calvin Coolidge       | Herbert Hoover    | Franklin D. Roosevelt |
| Washington            | William McKinley  | Theodore Roosevelt | William H. Taft      | Theodore Roosevelt      | Thomas W. Wilson     | Warren G. Harding | Calvin Coolidge       | Herbert Hoover    | Franklin D. Roosevelt |
| Wisconsin             | William McKinley  | Theodore Roosevelt | William H. Taft      | Thomas W. Wilson        | Charles E. Hughes    | Warren G. Harding | Robert M. La Follette | Herbert Hoover    | Franklin D. Roosevelt |
| Wyoming               | William McKinley  | Theodore Roosevelt | William H. Taft      | Thomas W. Wilson        | Thomas W. Wilson     | Warren G. Harding | Calvin Coolidge       | Herbert Hoover    | Franklin D. Roosevelt |
| -                     | Presidente eletto | Presidente eletto  | Presidente eletto    | Presidente eletto       | Presidente eletto    | Presidente eletto | Presidente eletto     | Presidente eletto | Presidente eletto     |
| -                     | William McKinley  | Theodore Roosevelt | William H. Taft      | Thomas W. Wilson        | Thomas W. Wilson     | Warren G. Harding | Calvin Coolidge       | Herbert Hoover    | Franklin D. Roosevelt |

|                       | Anno                  | Anno                  | Anno                  | Anno                 | Anno                 | Anno                    | Anno                | Anno              |
| Stato                 | 1936                  | 1940                  | 1944                  | 1948                 | 1952                 | 1956                    | 1960                | 1964              |
| --------------------- | --------------------- | --------------------- | --------------------- | -------------------- | -------------------- | ----------------------- | ------------------- | ----------------- |
| Alabama               | Franklin D. Roosevelt | Franklin D. Roosevelt | Franklin D. Roosevelt | Strom Thurmond       | Adlai Stevenson II   | Adlai Stevenson II (10) | Harry F. Byrd (6)   | Barry Goldwater   |
| Alabama               | Franklin D. Roosevelt | Franklin D. Roosevelt | Franklin D. Roosevelt | Strom Thurmond       | Adlai Stevenson II   | Walter B. Jones (1)     | John F. Kennedy (5) | Barry Goldwater   |
| Alaska                | N.D.                  | N.D.                  | N.D.                  | N.D.                 | N.D.                 | N.D.                    | Richard Nixon       | Lyndon B. Johnson |
| Arizona               | Franklin D. Roosevelt | Franklin D. Roosevelt | Franklin D. Roosevelt | Harry S. Truman      | Dwight D. Eisenhower | Dwight D. Eisenhower    | Richard Nixon       | Barry Goldwater   |
| Arkansas              | Franklin D. Roosevelt | Franklin D. Roosevelt | Franklin D. Roosevelt | Harry S. Truman      | Adlai Stevenson II   | Adlai Stevenson II      | John F. Kennedy     | Lyndon B. Johnson |
| California            | Franklin D. Roosevelt | Franklin D. Roosevelt | Franklin D. Roosevelt | Harry S. Truman      | Dwight D. Eisenhower | Dwight D. Eisenhower    | Richard Nixon       | Lyndon B. Johnson |
| Carolina del Nord     | Franklin D. Roosevelt | Franklin D. Roosevelt | Franklin D. Roosevelt | Harry S. Truman      | Adlai Stevenson II   | Adlai Stevenson II      | John F. Kennedy     | Lyndon B. Johnson |
| Carolina del Sud      | Franklin D. Roosevelt | Franklin D. Roosevelt | Franklin D. Roosevelt | Strom Thurmond       | Adlai Stevenson II   | Adlai Stevenson II      | John F. Kennedy     | Barry Goldwater   |
| Colorado              | Franklin D. Roosevelt | Wendell Willkie       | Thomas E. Dewey       | Harry S. Truman      | Dwight D. Eisenhower | Dwight D. Eisenhower    | Richard Nixon       | Lyndon B. Johnson |
| Connecticut           | Franklin D. Roosevelt | Franklin D. Roosevelt | Franklin D. Roosevelt | Thomas E. Dewey      | Dwight D. Eisenhower | Dwight D. Eisenhower    | John F. Kennedy     | Lyndon B. Johnson |
| Dakota del Nord       | Franklin D. Roosevelt | Wendell Willkie       | Thomas E. Dewey       | Thomas E. Dewey      | Dwight D. Eisenhower | Dwight D. Eisenhower    | Richard Nixon       | Lyndon B. Johnson |
| Dakota del Sud        | Franklin D. Roosevelt | Wendell Willkie       | Thomas E. Dewey       | Thomas E. Dewey      | Dwight D. Eisenhower | Dwight D. Eisenhower    | Richard Nixon       | Lyndon B. Johnson |
| Delaware              | Franklin D. Roosevelt | Franklin D. Roosevelt | Franklin D. Roosevelt | Thomas E. Dewey      | Dwight D. Eisenhower | Dwight D. Eisenhower    | John F. Kennedy     | Lyndon B. Johnson |
| Distretto di Columbia | N.D.                  | N.D.                  | N.D.                  | N.D.                 | N.D.                 | N.D.                    | N.D.                | Lyndon B. Johnson |
| Florida               | Franklin D. Roosevelt | Franklin D. Roosevelt | Franklin D. Roosevelt | Harry S. Truman      | Dwight D. Eisenhower | Dwight D. Eisenhower    | Richard Nixon       | Lyndon B. Johnson |
| Georgia               | Franklin D. Roosevelt | Franklin D. Roosevelt | Franklin D. Roosevelt | Harry S. Truman      | Adlai Stevenson II   | Adlai Stevenson II      | John F. Kennedy     | Barry Goldwater   |
| Hawaii                | N.D.                  | N.D.                  | N.D.                  | N.D.                 | N.D.                 | N.D.                    | John F. Kennedy     | Lyndon B. Johnson |
| Idaho                 | Franklin D. Roosevelt | Franklin D. Roosevelt | Franklin D. Roosevelt | Harry S. Truman      | Dwight D. Eisenhower | Dwight D. Eisenhower    | Richard Nixon       | Lyndon B. Johnson |
| Illinois              | Franklin D. Roosevelt | Franklin D. Roosevelt | Franklin D. Roosevelt | Harry S. Truman      | Dwight D. Eisenhower | Dwight D. Eisenhower    | John F. Kennedy     | Lyndon B. Johnson |
| Indiana               | Franklin D. Roosevelt | Wendell Willkie       | Thomas E. Dewey       | Thomas E. Dewey      | Dwight D. Eisenhower | Dwight D. Eisenhower    | Richard Nixon       | Lyndon B. Johnson |
| Iowa                  | Franklin D. Roosevelt | Wendell Willkie       | Thomas E. Dewey       | Harry S. Truman      | Dwight D. Eisenhower | Dwight D. Eisenhower    | Richard Nixon       | Lyndon B. Johnson |
| Kansas                | Franklin D. Roosevelt | Wendell Willkie       | Thomas E. Dewey       | Thomas E. Dewey      | Dwight D. Eisenhower | Dwight D. Eisenhower    | Richard Nixon       | Lyndon B. Johnson |
| Kentucky              | Franklin D. Roosevelt | Franklin D. Roosevelt | Franklin D. Roosevelt | Harry S. Truman      | Adlai Stevenson II   | Dwight D. Eisenhower    | Richard Nixon       | Lyndon B. Johnson |
| Louisiana             | Franklin D. Roosevelt | Franklin D. Roosevelt | Franklin D. Roosevelt | Strom Thurmond       | Adlai Stevenson II   | Dwight D. Eisenhower    | John F. Kennedy     | Barry Goldwater   |
| Maine                 | Alf Landon            | Wendell Willkie       | Thomas E. Dewey       | Thomas E. Dewey      | Dwight D. Eisenhower | Dwight D. Eisenhower    | Richard Nixon       | Lyndon B. Johnson |
| Maryland              | Franklin D. Roosevelt | Franklin D. Roosevelt | Franklin D. Roosevelt | Thomas E. Dewey      | Dwight D. Eisenhower | Dwight D. Eisenhower    | John F. Kennedy     | Lyndon B. Johnson |
| Massachusetts         | Franklin D. Roosevelt | Franklin D. Roosevelt | Franklin D. Roosevelt | Harry S. Truman      | Dwight D. Eisenhower | Dwight D. Eisenhower    | John F. Kennedy     | Lyndon B. Johnson |
| Michigan              | Franklin D. Roosevelt | Wendell Willkie       | Franklin D. Roosevelt | Thomas E. Dewey      | Dwight D. Eisenhower | Dwight D. Eisenhower    | John F. Kennedy     | Lyndon B. Johnson |
| Minnesota             | Franklin D. Roosevelt | Franklin D. Roosevelt | Franklin D. Roosevelt | Harry S. Truman      | Dwight D. Eisenhower | Dwight D. Eisenhower    | John F. Kennedy     | Lyndon B. Johnson |
| Mississippi           | Franklin D. Roosevelt | Franklin D. Roosevelt | Franklin D. Roosevelt | Strom Thurmond       | Adlai Stevenson II   | Adlai Stevenson II      | Harry F. Byrd       | Barry Goldwater   |
| Missouri              | Franklin D. Roosevelt | Franklin D. Roosevelt | Franklin D. Roosevelt | Harry S. Truman      | Dwight D. Eisenhower | Adlai Stevenson II      | John F. Kennedy     | Lyndon B. Johnson |
| Montana               | Franklin D. Roosevelt | Franklin D. Roosevelt | Franklin D. Roosevelt | Harry S. Truman      | Dwight D. Eisenhower | Dwight D. Eisenhower    | Richard Nixon       | Lyndon B. Johnson |
| Nebraska              | Franklin D. Roosevelt | Wendell Willkie       | Thomas E. Dewey       | Thomas E. Dewey      | Dwight D. Eisenhower | Dwight D. Eisenhower    | Richard Nixon       | Lyndon B. Johnson |
| Nevada                | Franklin D. Roosevelt | Franklin D. Roosevelt | Franklin D. Roosevelt | Harry S. Truman      | Dwight D. Eisenhower | Dwight D. Eisenhower    | John F. Kennedy     | Lyndon B. Johnson |
| New Hampshire         | Franklin D. Roosevelt | Franklin D. Roosevelt | Franklin D. Roosevelt | Thomas E. Dewey      | Dwight D. Eisenhower | Dwight D. Eisenhower    | Richard Nixon       | Lyndon B. Johnson |
| New Jersey            | Franklin D. Roosevelt | Franklin D. Roosevelt | Franklin D. Roosevelt | Thomas E. Dewey      | Dwight D. Eisenhower | Dwight D. Eisenhower    | John F. Kennedy     | Lyndon B. Johnson |
| New York              | Franklin D. Roosevelt | Franklin D. Roosevelt | Franklin D. Roosevelt | Thomas E. Dewey      | Dwight D. Eisenhower | Dwight D. Eisenhower    | John F. Kennedy     | Lyndon B. Johnson |
| Nuovo Messico         | Franklin D. Roosevelt | Franklin D. Roosevelt | Franklin D. Roosevelt | Harry S. Truman      | Dwight D. Eisenhower | Dwight D. Eisenhower    | John F. Kennedy     | Lyndon B. Johnson |
| Ohio                  | Franklin D. Roosevelt | Franklin D. Roosevelt | Thomas E. Dewey       | Harry S. Truman      | Dwight D. Eisenhower | Dwight D. Eisenhower    | Richard Nixon       | Lyndon B. Johnson |
| Oklahoma              | Franklin D. Roosevelt | Franklin D. Roosevelt | Franklin D. Roosevelt | Harry S. Truman      | Dwight D. Eisenhower | Dwight D. Eisenhower    | Richard Nixon (7)   | Lyndon B. Johnson |
| Oklahoma              | Franklin D. Roosevelt | Franklin D. Roosevelt | Franklin D. Roosevelt | Harry S. Truman      | Dwight D. Eisenhower | Dwight D. Eisenhower    | Harry F. Byrd (1)   | Lyndon B. Johnson |
| Oregon                | Franklin D. Roosevelt | Franklin D. Roosevelt | Franklin D. Roosevelt | Thomas E. Dewey      | Dwight D. Eisenhower | Dwight D. Eisenhower    | Richard Nixon       | Lyndon B. Johnson |
| Pennsylvania          | Franklin D. Roosevelt | Franklin D. Roosevelt | Franklin D. Roosevelt | Thomas E. Dewey      | Dwight D. Eisenhower | Dwight D. Eisenhower    | John F. Kennedy     | Lyndon B. Johnson |
| Rhode Island          | Franklin D. Roosevelt | Franklin D. Roosevelt | Franklin D. Roosevelt | Harry S. Truman      | Dwight D. Eisenhower | Dwight D. Eisenhower    | John F. Kennedy     | Lyndon B. Johnson |
| Tennessee             | Franklin D. Roosevelt | Franklin D. Roosevelt | Franklin D. Roosevelt | Harry S. Truman (11) | Dwight D. Eisenhower | Dwight D. Eisenhower    | Richard Nixon       | Lyndon B. Johnson |
| Tennessee             | Franklin D. Roosevelt | Franklin D. Roosevelt | Franklin D. Roosevelt | Strom Thurmond (1)   | Dwight D. Eisenhower | Dwight D. Eisenhower    | Richard Nixon       | Lyndon B. Johnson |
| Texas                 | Franklin D. Roosevelt | Franklin D. Roosevelt | Franklin D. Roosevelt | Harry S. Truman      | Dwight D. Eisenhower | Dwight D. Eisenhower    | John F. Kennedy     | Lyndon B. Johnson |
| Utah                  | Franklin D. Roosevelt | Franklin D. Roosevelt | Franklin D. Roosevelt | Harry S. Truman      | Dwight D. Eisenhower | Dwight D. Eisenhower    | Richard Nixon       | Lyndon B. Johnson |
| Vermont               | Alf Landon            | Wendell Willkie       | Thomas E. Dewey       | Thomas E. Dewey      | Dwight D. Eisenhower | Dwight D. Eisenhower    | Richard Nixon       | Lyndon B. Johnson |
| Virginia              | Franklin D. Roosevelt | Franklin D. Roosevelt | Franklin D. Roosevelt | Harry S. Truman      | Dwight D. Eisenhower | Dwight D. Eisenhower    | Richard Nixon       | Lyndon B. Johnson |
| Virginia Occidentale  | Franklin D. Roosevelt | Franklin D. Roosevelt | Franklin D. Roosevelt | Harry S. Truman      | Adlai Stevenson II   | Dwight D. Eisenhower    | John F. Kennedy     | Lyndon B. Johnson |
| Washington            | Franklin D. Roosevelt | Franklin D. Roosevelt | Franklin D. Roosevelt | Harry S. Truman      | Dwight D. Eisenhower | Dwight D. Eisenhower    | Richard Nixon       | Lyndon B. Johnson |
| Wisconsin             | Franklin D. Roosevelt | Franklin D. Roosevelt | Thomas E. Dewey       | Harry S. Truman      | Dwight D. Eisenhower | Dwight D. Eisenhower    | Richard Nixon       | Lyndon B. Johnson |
| Wyoming               | Franklin D. Roosevelt | Franklin D. Roosevelt | Thomas E. Dewey       | Harry S. Truman      | Dwight D. Eisenhower | Dwight D. Eisenhower    | Richard Nixon       | Lyndon B. Johnson |
| -                     | Presidente eletto     | Presidente eletto     | Presidente eletto     | Presidente eletto    | Presidente eletto    | Presidente eletto       | Presidente eletto   | Presidente eletto |
| -                     | Franklin D. Roosevelt | Franklin D. Roosevelt | Franklin D. Roosevelt | Harry S. Truman      | Dwight D. Eisenhower | Dwight D. Eisenhower    | John F. Kennedy     | Lyndon B. Johnson |

|                       | Anno               | Anno               | Anno              | Anno              | Anno              | Anno                | Anno              | Anno              |
| Stato                 | 1968               | 1972               | 1976              | 1980              | 1984              | 1988                | 1992              | 1996              |
| --------------------- | ------------------ | ------------------ | ----------------- | ----------------- | ----------------- | ------------------- | ----------------- | ----------------- |
| Alabama               | George Wallace     | Richard Nixon      | Jimmy Carter      | Ronald Reagan     | Ronald Reagan     | George H. W. Bush   | George H. W. Bush | Bob Dole          |
| Alaska                | Richard Nixon      | Richard Nixon      | Gerald Ford       | Ronald Reagan     | Ronald Reagan     | George H. W. Bush   | George H. W. Bush | Bob Dole          |
| Arizona               | Richard Nixon      | Richard Nixon      | Gerald Ford       | Ronald Reagan     | Ronald Reagan     | George H. W. Bush   | George H. W. Bush | Bill Clinton      |
| Arkansas              | George Wallace     | Richard Nixon      | Jimmy Carter      | Ronald Reagan     | Ronald Reagan     | George H. W. Bush   | Bill Clinton      | Bill Clinton      |
| California            | Richard Nixon      | Richard Nixon      | Gerald Ford       | Ronald Reagan     | Ronald Reagan     | George H. W. Bush   | Bill Clinton      | Bill Clinton      |
| Carolina del Nord     | Richard Nixon (12) | Richard Nixon      | Jimmy Carter      | Ronald Reagan     | Ronald Reagan     | George H. W. Bush   | George H. W. Bush | Bob Dole          |
| Carolina del Nord     | George Wallace (1) | Richard Nixon      | Jimmy Carter      | Ronald Reagan     | Ronald Reagan     | George H. W. Bush   | George H. W. Bush | Bob Dole          |
| Carolina del Sud      | Richard Nixon      | Richard Nixon      | Jimmy Carter      | Ronald Reagan     | Ronald Reagan     | George H. W. Bush   | George H. W. Bush | Bob Dole          |
| Colorado              | Richard Nixon      | Richard Nixon      | Gerald Ford       | Ronald Reagan     | Ronald Reagan     | George H. W. Bush   | Bill Clinton      | Bob Dole          |
| Connecticut           | Hubert Humphrey    | Richard Nixon      | Gerald Ford       | Ronald Reagan     | Ronald Reagan     | George H. W. Bush   | Bill Clinton      | Bill Clinton      |
| Dakota del Nord       | Richard Nixon      | Richard Nixon      | Gerald Ford       | Ronald Reagan     | Ronald Reagan     | George H. W. Bush   | George H. W. Bush | Bob Dole          |
| Dakota del Sud        | Richard Nixon      | Richard Nixon      | Gerald Ford       | Ronald Reagan     | Ronald Reagan     | George H. W. Bush   | George H. W. Bush | Bob Dole          |
| Delaware              | Richard Nixon      | Richard Nixon      | Jimmy Carter      | Ronald Reagan     | Ronald Reagan     | George H. W. Bush   | Bill Clinton      | Bill Clinton      |
| Distretto di Columbia | Hubert Humphrey    | George McGovern    | Jimmy Carter      | Jimmy Carter      | Walter Mondale    | Michael Dukakis     | Bill Clinton      | Bill Clinton      |
| Florida               | Richard Nixon      | Richard Nixon      | Jimmy Carter      | Ronald Reagan     | Ronald Reagan     | George H. W. Bush   | George H. W. Bush | Bill Clinton      |
| Georgia               | George Wallace     | Richard Nixon      | Jimmy Carter      | Jimmy Carter      | Ronald Reagan     | George H. W. Bush   | Bill Clinton      | Bob Dole          |
| Hawaii                | Hubert Humphrey    | Richard Nixon      | Jimmy Carter      | Jimmy Carter      | Ronald Reagan     | Michael Dukakis     | Bill Clinton      | Bill Clinton      |
| Idaho                 | Richard Nixon      | Richard Nixon      | Gerald Ford       | Ronald Reagan     | Ronald Reagan     | George H. W. Bush   | George H. W. Bush | Bob Dole          |
| Illinois              | Richard Nixon      | Richard Nixon      | Gerald Ford       | Ronald Reagan     | Ronald Reagan     | George H. W. Bush   | Bill Clinton      | Bill Clinton      |
| Indiana               | Richard Nixon      | Richard Nixon      | Gerald Ford       | Ronald Reagan     | Ronald Reagan     | George H. W. Bush   | George H. W. Bush | Bob Dole          |
| Iowa                  | Richard Nixon      | Richard Nixon      | Gerald Ford       | Ronald Reagan     | Ronald Reagan     | Michael Dukakis     | Bill Clinton      | Bill Clinton      |
| Kansas                | Richard Nixon      | Richard Nixon      | Gerald Ford       | Ronald Reagan     | Ronald Reagan     | George H. W. Bush   | George H. W. Bush | Bob Dole          |
| Kentucky              | Richard Nixon      | Richard Nixon      | Jimmy Carter      | Ronald Reagan     | Ronald Reagan     | George H. W. Bush   | Bill Clinton      | Bill Clinton      |
| Louisiana             | George Wallace     | Richard Nixon      | Jimmy Carter      | Ronald Reagan     | Ronald Reagan     | George H. W. Bush   | Bill Clinton      | Bill Clinton      |
| Maine                 | Hubert Humphrey    | Richard Nixon      | Gerald Ford       | Ronald Reagan     | Ronald Reagan     | George H. W. Bush   | Bill Clinton      | Bill Clinton      |
| Maryland              | Hubert Humphrey    | Richard Nixon      | Jimmy Carter      | Jimmy Carter      | Ronald Reagan     | George H. W. Bush   | Bill Clinton      | Bill Clinton      |
| Massachusetts         | Hubert Humphrey    | George McGovern    | Jimmy Carter      | Ronald Reagan     | Ronald Reagan     | Michael Dukakis     | Bill Clinton      | Bill Clinton      |
| Michigan              | Hubert Humphrey    | Richard Nixon      | Gerald Ford       | Ronald Reagan     | Ronald Reagan     | George H. W. Bush   | Bill Clinton      | Bill Clinton      |
| Minnesota             | Hubert Humphrey    | Richard Nixon      | Jimmy Carter      | Jimmy Carter      | Walter Mondale    | Michael Dukakis     | Bill Clinton      | Bill Clinton      |
| Mississippi           | George Wallace     | Richard Nixon      | Jimmy Carter      | Ronald Reagan     | Ronald Reagan     | George H. W. Bush   | George H. W. Bush | Bob Dole          |
| Missouri              | Richard Nixon      | Richard Nixon      | Jimmy Carter      | Ronald Reagan     | Ronald Reagan     | George H. W. Bush   | Bill Clinton      | Bill Clinton      |
| Montana               | Richard Nixon      | Richard Nixon      | Gerald Ford       | Ronald Reagan     | Ronald Reagan     | George H. W. Bush   | Bill Clinton      | Bob Dole          |
| Nebraska              | Richard Nixon      | Richard Nixon      | Gerald Ford       | Ronald Reagan     | Ronald Reagan     | George H. W. Bush   | George H. W. Bush | Bob Dole          |
| Nevada                | Richard Nixon      | Richard Nixon      | Gerald Ford       | Ronald Reagan     | Ronald Reagan     | George H. W. Bush   | Bill Clinton      | Bill Clinton      |
| New Hampshire         | Richard Nixon      | Richard Nixon      | Gerald Ford       | Ronald Reagan     | Ronald Reagan     | George H. W. Bush   | Bill Clinton      | Bill Clinton      |
| New Jersey            | Richard Nixon      | Richard Nixon      | Gerald Ford       | Ronald Reagan     | Ronald Reagan     | George H. W. Bush   | Bill Clinton      | Bill Clinton      |
| New York              | Hubert Humphrey    | Richard Nixon      | Jimmy Carter      | Ronald Reagan     | Ronald Reagan     | Michael Dukakis     | Bill Clinton      | Bill Clinton      |
| Nuovo Messico         | Richard Nixon      | Richard Nixon      | Gerald Ford       | Ronald Reagan     | Ronald Reagan     | George H. W. Bush   | Bill Clinton      | Bill Clinton      |
| Ohio                  | Richard Nixon      | Richard Nixon      | Jimmy Carter      | Ronald Reagan     | Ronald Reagan     | George H. W. Bush   | Bill Clinton      | Bill Clinton      |
| Oklahoma              | Richard Nixon      | Richard Nixon      | Gerald Ford       | Ronald Reagan     | Ronald Reagan     | George H. W. Bush   | George H. W. Bush | Bob Dole          |
| Oregon                | Richard Nixon      | Richard Nixon      | Gerald Ford       | Ronald Reagan     | Ronald Reagan     | Michael Dukakis     | Bill Clinton      | Bill Clinton      |
| Pennsylvania          | Hubert Humphrey    | Richard Nixon      | Jimmy Carter      | Ronald Reagan     | Ronald Reagan     | George H. W. Bush   | Bill Clinton      | Bill Clinton      |
| Rhode Island          | Hubert Humphrey    | Richard Nixon      | Jimmy Carter      | Jimmy Carter      | Ronald Reagan     | Michael Dukakis     | Bill Clinton      | Bill Clinton      |
| Tennessee             | Richard Nixon      | Richard Nixon      | Jimmy Carter      | Ronald Reagan     | Ronald Reagan     | George H. W. Bush   | Bill Clinton      | Bill Clinton      |
| Texas                 | Hubert Humphrey    | Richard Nixon      | Jimmy Carter      | Ronald Reagan     | Ronald Reagan     | George H. W. Bush   | George H. W. Bush | Bob Dole          |
| Utah                  | Richard Nixon      | Richard Nixon      | Gerald Ford       | Ronald Reagan     | Ronald Reagan     | George H. W. Bush   | George H. W. Bush | Bob Dole          |
| Vermont               | Richard Nixon      | Richard Nixon      | Gerald Ford       | Ronald Reagan     | Ronald Reagan     | George H. W. Bush   | Bill Clinton      | Bill Clinton      |
| Virginia              | Richard Nixon      | Richard Nixon (11) | Gerald Ford       | Ronald Reagan     | Ronald Reagan     | George H. W. Bush   | George H. W. Bush | Bob Dole          |
| Virginia              | Richard Nixon      | John Hospers (1)   | Gerald Ford       | Ronald Reagan     | Ronald Reagan     | George H. W. Bush   | George H. W. Bush | Bob Dole          |
| Virginia Occidentale  | Hubert Humphrey    | Richard Nixon      | Jimmy Carter      | Jimmy Carter      | Ronald Reagan     | Michael Dukakis (5) | Bill Clinton      | Bill Clinton      |
| Virginia Occidentale  | Hubert Humphrey    | Richard Nixon      | Jimmy Carter      | Jimmy Carter      | Ronald Reagan     | Lloyd Bentsen (1)   | Bill Clinton      | Bill Clinton      |
| Washington            | Hubert Humphrey    | Richard Nixon      | Gerald Ford (8)   | Ronald Reagan     | Ronald Reagan     | Michael Dukakis     | Bill Clinton      | Bill Clinton      |
| Washington            | Hubert Humphrey    | Richard Nixon      | Ronald Reagan (1) | Ronald Reagan     | Ronald Reagan     | Michael Dukakis     | Bill Clinton      | Bill Clinton      |
| Wisconsin             | Richard Nixon      | Richard Nixon      | Jimmy Carter      | Ronald Reagan     | Ronald Reagan     | Michael Dukakis     | Bill Clinton      | Bill Clinton      |
| Wyoming               | Richard Nixon      | Richard Nixon      | Gerald Ford       | Ronald Reagan     | Ronald Reagan     | George H. W. Bush   | George H. W. Bush | Bob Dole          |
| -                     | Presidente eletto  | Presidente eletto  | Presidente eletto | Presidente eletto | Presidente eletto | Presidente eletto   | Presidente eletto | Presidente eletto |
| -                     | Richard Nixon      | Richard Nixon      | Jimmy Carter      | Ronald Reagan     | Ronald Reagan     | George H. W. Bush   | Bill Clinton      | Bill Clinton      |

### Dal 2000
|                       | Anno              | Anno              | Anno              | Anno              | Anno                    | Anno              | Anno              |
| Stato                 | 2000              | 2004              | 2008              | 2012              | 2016                    | 2020              | 2024              |
| --------------------- | ----------------- | ----------------- | ----------------- | ----------------- | ----------------------- | ----------------- | ----------------- |
| Alabama               | George W. Bush    | George W. Bush    | John McCain       | Mitt Romney       | Donald Trump            | Donald Trump      | Donald Trump      |
| Alaska                | George W. Bush    | George W. Bush    | John McCain       | Mitt Romney       | Donald Trump            | Donald Trump      | Donald Trump      |
| Arizona               | George W. Bush    | George W. Bush    | John McCain       | Mitt Romney       | Donald Trump            | Joe Biden         | Donald Trump      |
| Arkansas              | George W. Bush    | George W. Bush    | John McCain       | Mitt Romney       | Donald Trump            | Donald Trump      | Donald Trump      |
| California            | Al Gore           | John Kerry        | Barack Obama      | Barack Obama      | Hillary Clinton         | Joe Biden         | Kamala Harris     |
| Carolina del Nord     | George W. Bush    | George W. Bush    | Barack Obama      | Mitt Romney       | Donald Trump            | Donald Trump      | Donald Trump      |
| Carolina del Sud      | George W. Bush    | George W. Bush    | John McCain       | Mitt Romney       | Donald Trump            | Donald Trump      | Donald Trump      |
| Colorado              | George W. Bush    | George W. Bush    | Barack Obama      | Barack Obama      | Hillary Clinton         | Joe Biden         | Kamala Harris     |
| Connecticut           | Al Gore           | John Kerry        | Barack Obama      | Barack Obama      | Hillary Clinton         | Joe Biden         | Kamala Harris     |
| Dakota del Nord       | George W. Bush    | George W. Bush    | John McCain       | Mitt Romney       | Donald Trump            | Donald Trump      | Donald Trump      |
| Dakota del Sud        | George W. Bush    | George W. Bush    | John McCain       | Mitt Romney       | Donald Trump            | Donald Trump      | Donald Trump      |
| Delaware              | Al Gore           | John Kerry        | Barack Obama      | Barack Obama      | Hillary Clinton         | Joe Biden         | Kamala Harris     |
| Distretto di Columbia | Al Gore           | John Kerry        | Barack Obama      | Barack Obama      | Hillary Clinton         | Joe Biden         | Kamala Harris     |
| Florida               | George W. Bush    | George W. Bush    | Barack Obama      | Barack Obama      | Donald Trump            | Donald Trump      | Donald Trump      |
| Georgia               | George W. Bush    | George W. Bush    | John McCain       | Mitt Romney       | Donald Trump            | Joe Biden         | Donald Trump      |
| Hawaii                | Al Gore           | John Kerry        | Barack Obama      | Barack Obama      | Hillary Clinton (3)     | Joe Biden         | Kamala Harris     |
| Hawaii                | Al Gore           | John Kerry        | Barack Obama      | Barack Obama      | Bernie Sanders (1)      | Joe Biden         | Kamala Harris     |
| Idaho                 | George W. Bush    | George W. Bush    | John McCain       | Mitt Romney       | Donald Trump            | Donald Trump      | Donald Trump      |
| Illinois              | Al Gore           | John Kerry        | Barack Obama      | Barack Obama      | Hillary Clinton         | Joe Biden         | Kamala Harris     |
| Indiana               | George W. Bush    | George W. Bush    | Barack Obama      | Mitt Romney       | Donald Trump            | Donald Trump      | Donald Trump      |
| Iowa                  | Al Gore           | George W. Bush    | Barack Obama      | Barack Obama      | Donald Trump            | Donald Trump      | Donald Trump      |
| Kansas                | George W. Bush    | George W. Bush    | John McCain       | Mitt Romney       | Donald Trump            | Donald Trump      | Donald Trump      |
| Kentucky              | George W. Bush    | George W. Bush    | John McCain       | Mitt Romney       | Donald Trump            | Donald Trump      | Donald Trump      |
| Louisiana             | George W. Bush    | George W. Bush    | John McCain       | Mitt Romney       | Donald Trump            | Donald Trump      | Donald Trump      |
| Maine                 | Al Gore           | John Kerry        | Barack Obama      | Barack Obama      | Hillary Clinton (3)     | Joe Biden (3)     | Kamala Harris (3) |
| Maine                 | Al Gore           | John Kerry        | Barack Obama      | Barack Obama      | Donald Trump (1)        | Donald Trump (1)  | Donald Trump (1)  |
| Maryland              | Al Gore           | John Kerry        | Barack Obama      | Barack Obama      | Hillary Clinton         | Joe Biden         | Kamala Harris     |
| Massachusetts         | Al Gore           | John Kerry        | Barack Obama      | Barack Obama      | Hillary Clinton         | Joe Biden         | Kamala Harris     |
| Michigan              | Al Gore           | John Kerry        | Barack Obama      | Barack Obama      | Donald Trump            | Joe Biden         | Donald Trump      |
| Minnesota             | Al Gore           | John Kerry (9)    | Barack Obama      | Barack Obama      | Hillary Clinton         | Joe Biden         | Kamala Harris     |
| Minnesota             | Al Gore           | John Edwards (1)  | Barack Obama      | Barack Obama      | Hillary Clinton         | Joe Biden         | Kamala Harris     |
| Mississippi           | George W. Bush    | George W. Bush    | John McCain       | Mitt Romney       | Donald Trump            | Donald Trump      | Donald Trump      |
| Missouri              | George W. Bush    | George W. Bush    | John McCain       | Mitt Romney       | Donald Trump            | Donald Trump      | Donald Trump      |
| Montana               | George W. Bush    | George W. Bush    | John McCain       | Mitt Romney       | Donald Trump            | Donald Trump      | Donald Trump      |
| Nebraska              | George W. Bush    | George W. Bush    | John McCain (4)   | Mitt Romney       | Donald Trump            | Donald Trump (4)  | Donald Trump (4)  |
| Nebraska              | George W. Bush    | George W. Bush    | Barack Obama (1)  | Mitt Romney       | Donald Trump            | Joe Biden (1)     | Kamala Harris (1) |
| Nevada                | George W. Bush    | George W. Bush    | Barack Obama      | Barack Obama      | Hillary Clinton         | Joe Biden         | Donald Trump      |
| New Hampshire         | George W. Bush    | John Kerry        | Barack Obama      | Barack Obama      | Hillary Clinton         | Joe Biden         | Kamala Harris     |
| New Jersey            | Al Gore           | John Kerry        | Barack Obama      | Barack Obama      | Hillary Clinton         | Joe Biden         | Kamala Harris     |
| New York              | Al Gore           | John Kerry        | Barack Obama      | Barack Obama      | Hillary Clinton         | Joe Biden         | Kamala Harris     |
| Nuovo Messico         | Al Gore           | George W. Bush    | Barack Obama      | Barack Obama      | Hillary Clinton         | Joe Biden         | Kamala Harris     |
| Ohio                  | George W. Bush    | George W. Bush    | Barack Obama      | Barack Obama      | Donald Trump            | Donald Trump      | Donald Trump      |
| Oklahoma              | George W. Bush    | George W. Bush    | John McCain       | Mitt Romney       | Donald Trump            | Donald Trump      | Donald Trump      |
| Oregon                | Al Gore           | John Kerry        | Barack Obama      | Barack Obama      | Hillary Clinton         | Joe Biden         | Kamala Harris     |
| Pennsylvania          | Al Gore           | John Kerry        | Barack Obama      | Barack Obama      | Donald Trump            | Joe Biden         | Donald Trump      |
| Rhode Island          | Al Gore           | John Kerry        | Barack Obama      | Barack Obama      | Hillary Clinton         | Joe Biden         | Kamala Harris     |
| Tennessee             | George W. Bush    | George W. Bush    | John McCain       | Mitt Romney       | Donald Trump            | Donald Trump      | Donald Trump      |
| Texas                 | George W. Bush    | George W. Bush    | John McCain       | Mitt Romney       | Donald Trump (36)       | Donald Trump      | Donald Trump      |
| Texas                 | George W. Bush    | George W. Bush    | John McCain       | Mitt Romney       | Ron Paul (1)            | Donald Trump      | Donald Trump      |
| Texas                 | George W. Bush    | George W. Bush    | John McCain       | Mitt Romney       | John Kasich (1)         | Donald Trump      | Donald Trump      |
| Utah                  | George W. Bush    | George W. Bush    | John McCain       | Mitt Romney       | Donald Trump            | Donald Trump      | Donald Trump      |
| Vermont               | Al Gore           | John Kerry        | Barack Obama      | Barack Obama      | Hillary Clinton         | Joe Biden         | Kamala Harris     |
| Virginia              | George W. Bush    | George W. Bush    | Barack Obama      | Barack Obama      | Hillary Clinton         | Joe Biden         | Kamala Harris     |
| Virginia Occidentale  | George W. Bush    | George W. Bush    | John McCain       | Mitt Romney       | Donald Trump            | Donald Trump      | Donald Trump      |
| Washington            | Al Gore           | John Kerry        | Barack Obama      | Barack Obama      | Hillary Clinton (8)     | Joe Biden         | Kamala Harris     |
| Washington            | Al Gore           | John Kerry        | Barack Obama      | Barack Obama      | Colin Powell (3)        | Joe Biden         | Kamala Harris     |
| Washington            | Al Gore           | John Kerry        | Barack Obama      | Barack Obama      | Faith Spotted Eagle (1) | Joe Biden         | Kamala Harris     |
| Wisconsin             | Al Gore           | John Kerry        | Barack Obama      | Barack Obama      | Donald Trump            | Joe Biden         | Donald Trump      |
| Wyoming               | George W. Bush    | George W. Bush    | John McCain       | Mitt Romney       | Donald Trump            | Donald Trump      | Donald Trump      |
| -                     | Presidente eletto | Presidente eletto | Presidente eletto | Presidente eletto | Presidente eletto       | Presidente eletto | Presidente eletto |
| -                     | George W. Bush    | George W. Bush    | Barack Obama      | Barack Obama      | Donald Trump            | Joe Biden         | Donald Trump      |